# Sporting Club de Bastia
«  SCB (football) » redirige ici. Pour les autres significations, voir SCB.
Maillots
Actualités
Dernière mise à jour : 4 août 2025.
Le Sporting Club de Bastia, abrégé en SC Bastia, est un club de football français fondé en 1905 et situé à Bastia en Corse.
Son palmarès principal est composé d'une Coupe de France en 1981, de 2 titres de Champion de France de Championnat de France D2 en 1968 et 2012, d'une Coupe Intertoto 1997, et d'un Challenge des champions 1972.
Également connu pour son épopée en Coupe UEFA lors de l'édition 1977-1978, Bastia est un des sept clubs français à avoir joué une finale européenne, et le seul club Corse.
Le club joue depuis 1932 au stade Armand-Cesari - date à laquelle il fut inauguré sous le nom de stade du Docteur Luciani, situé sur la commune de Furiani, dans la banlieue Sud de Bastia.
Le Sporting Club de Bastia est actuellement présidé par Claude Ferrandi et l'équipe première est entraînée par Benoît Tavenot depuis juin 2024.

## Histoire

### Genèse
Le Sporting Club de Bastia est créé en 1905 par un Suisse dénommé Hans Ruesch. Arrivant du FC Barcelone, il enseignait l'allemand au lycée de Bastia. Fondé au café des Palmiers, le club compte trois associés fondateurs. À Hans Ruesch se joignent Emile Brandizi et Joachim Vincensini. Le premier président du SC Bastia est Emile Brandizi âgé de 31 ans, grand amateur d'escrime et de cyclisme décédé en 1914. Société omnisports à l'origine, on y pratique également l'athlétisme, les haltères et les poids, la lutte et la boxe. Le club corse évolue à ses débuts sur la Place d'Armes de Bastia, à la lumière d'un unique bec de gaz. Le club dispose en outre d'une salle d'entraînement au marché aux poissons de la ville et dont l'accès demeure réservé aux membres du S.C. Bastia.
Parmi les premiers, on compte Pascal Peretti, Vincent et Pierre Luciani, Lacoste, Bianchi, Sandreschi, R.Casanova, Canquoin et Bergassoli. Les statuts du club sont remis le 26 juin 1908 à la sous-préfecture de Bastia. L'article 1 précise qu’ « il a été formé à Bastia une société qui prend le nom de Sporting Club Bastiais dont le but est de pratiquer des exercices physiques et d'entretenir entre ses membres des relations d'amitié et de bonne camaraderie ». Bien que pratiqué par des fils de la bourgeoisie bastiaise, le football est assez mal vu, faute de terrain. Les notables locaux dérangés par les matchs qui réunissent les foules obtiennent de la mairie l'interdiction de la pratique de ce sport, interdiction rapidement levée face à l'engouement des habitants de la ville, tant des quartiers bourgeois que populaires. En effet le football se démocratise rapidement à Bastia et sur l'île avec plus de 40 clubs en 1914.
Le club affronte très tôt des clubs continentaux comme le Canet ou le Stade Raphaëlois lors du fameux challenge Piccioni organisé le Lundi de Pâques 1911. La Grande guerre stoppe l'élan initié par la jeunesse bastiaise. De nombreux joueurs partent sur le front d'où ils ne reviennent pas. L'un d'entre eux le lieutenant Wary Antoine un des pionniers du club décède à l'âge de 26 ans.Mais la loi du sport reprend rapidement ses droits. Et la ville s'enthousiasme à présent, pour les derbys, opposant le Sporting à l'ÉF Bastia ou au CA Bastia, tous les deux créé en 1920. Cette même année, le Sporting reçoit son agrément, comme Société d'instruction physique, et de préparation au service militaire au numéro 7972. En outre le football attire rapidement la bourgeoisie qui met à disposition des moyens financiers, les premiers stades de Corse sont construits dès 1920. En 1922 après bien des péripéties, l'équipe acquiert ainsi le droit de jouer au Stade Olympique, et commence à délaisser la Place Saint Nicolas, qui avait vu les premiers pas du SCB. C'est également l'année du premier titre de champion de Corse, et celle où le club absorbe celui de l'Olympic Bastiais.

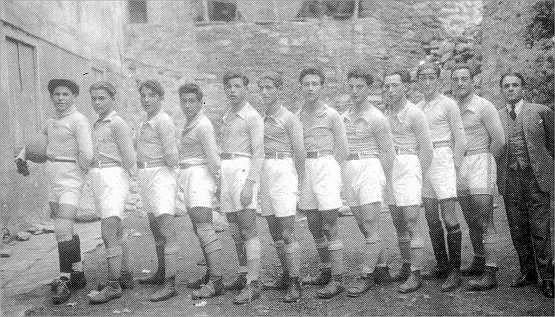
Le S.C.B. en 1922.
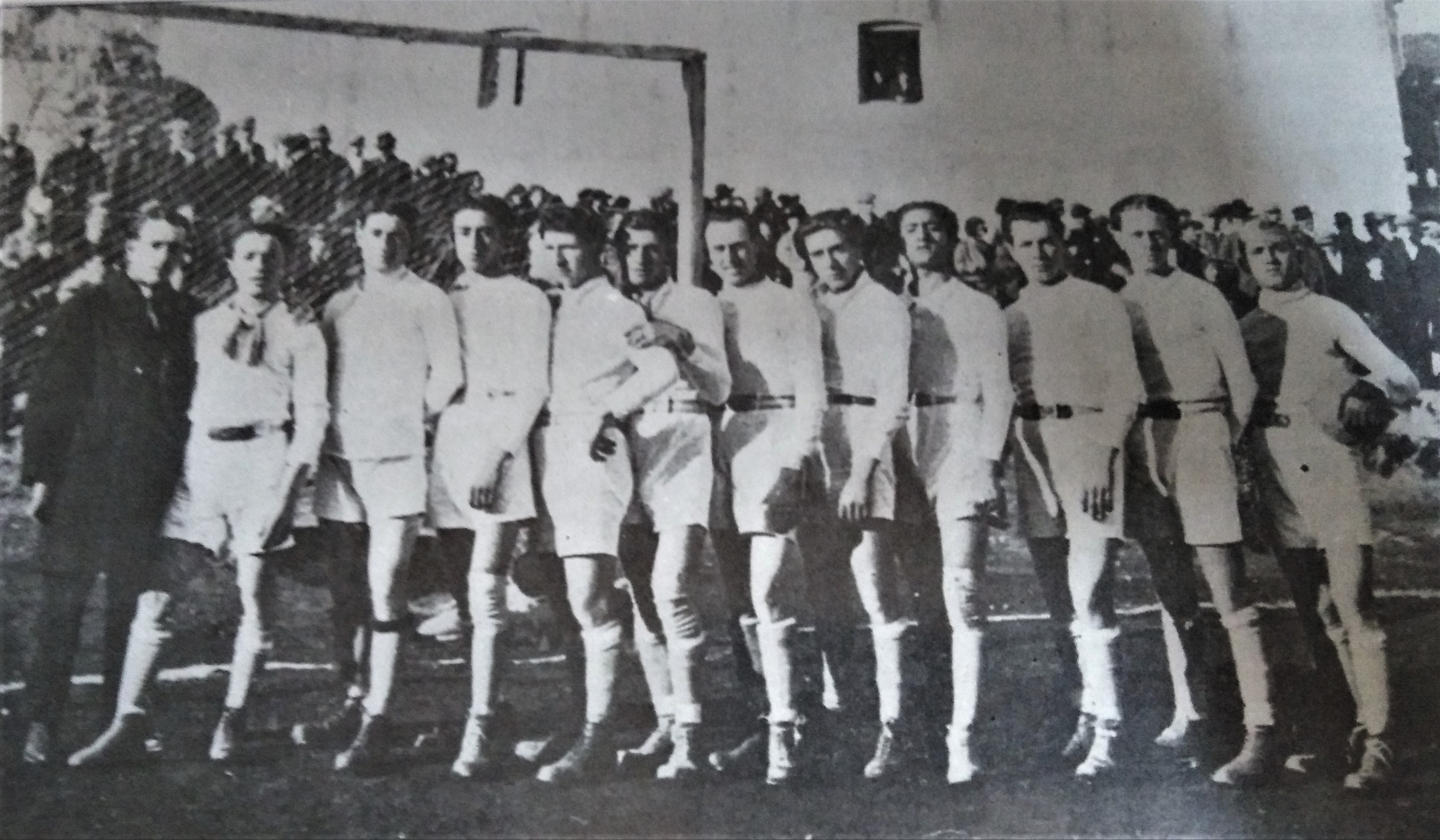
Le S.C.B en 1924.
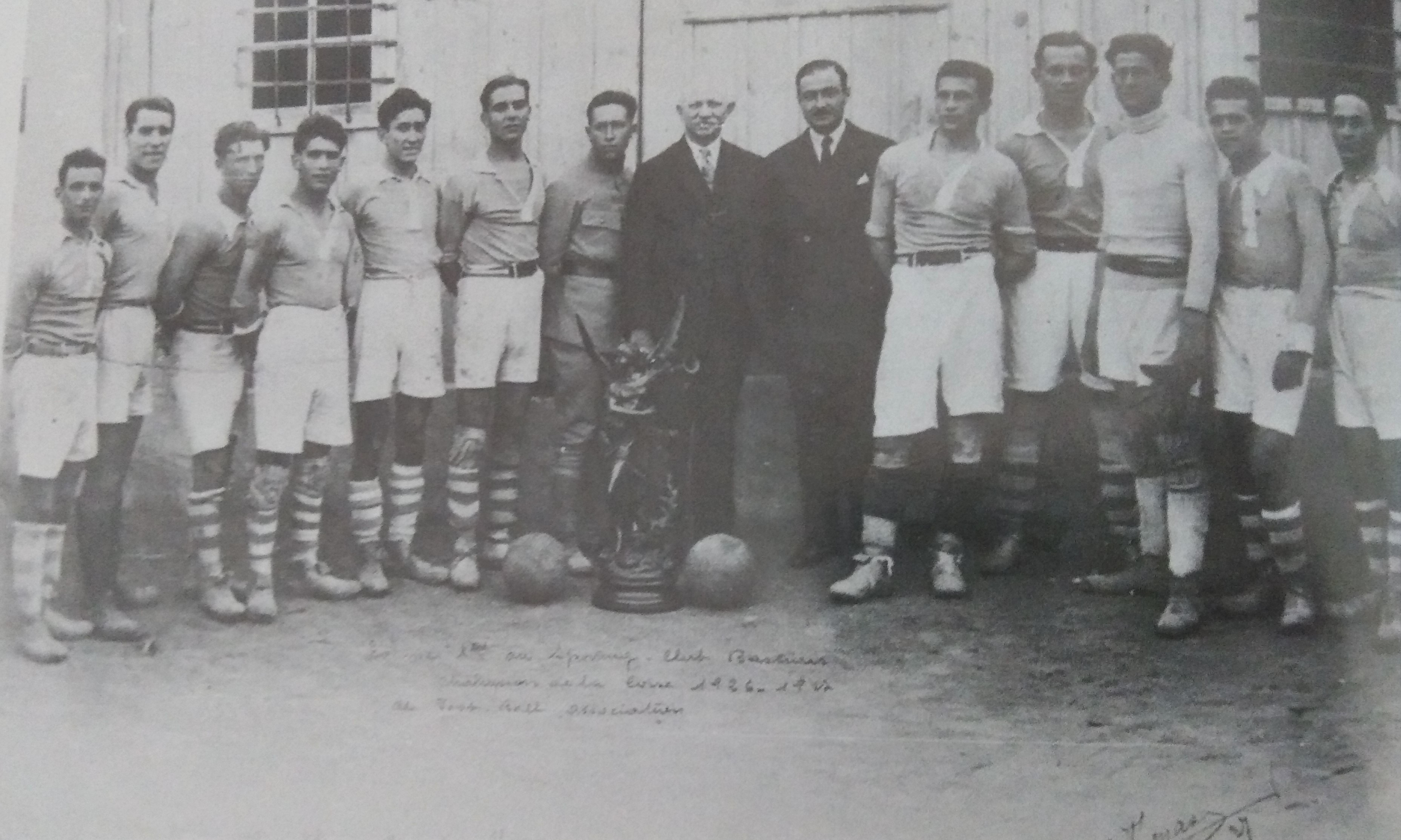
Le S.C.B en 1926.

L'année 1925 inaugure une période faste pour les turchini, avec six titres de champions de Corse consécutifs et cinq victoires consécutives en coupe de Corse. Le Sporting devient l'équipe à battre et le cri de guerre "Allez les bleus" retentit sur tous les terrains de l'île. Les rivalités sont exacerbées, notamment avec les autres équipes bastiaises, telles que la Citadelle Sportive Bastiaise, ou l'ÉF Bastia. Néanmoins, c'est bien dans le derby avec le CA Bastia que la tension est à son maximum. Le 14 février, lors d'une rencontre, de graves incidents émaillent l'une de leurs confrontations, ce qui vaut à François Natali l'une des premières légendes de l'équipe, un an de suspension. Quatorze jours plus tard, des incidents éclatent avec les joueurs de la Citadelle Sportive Bastiaise. Les envahissements sont récurrents, et les tirailleurs sénégalais doivent souvent, rétablir l'ordre dans le public, pour éviter les bagarres.

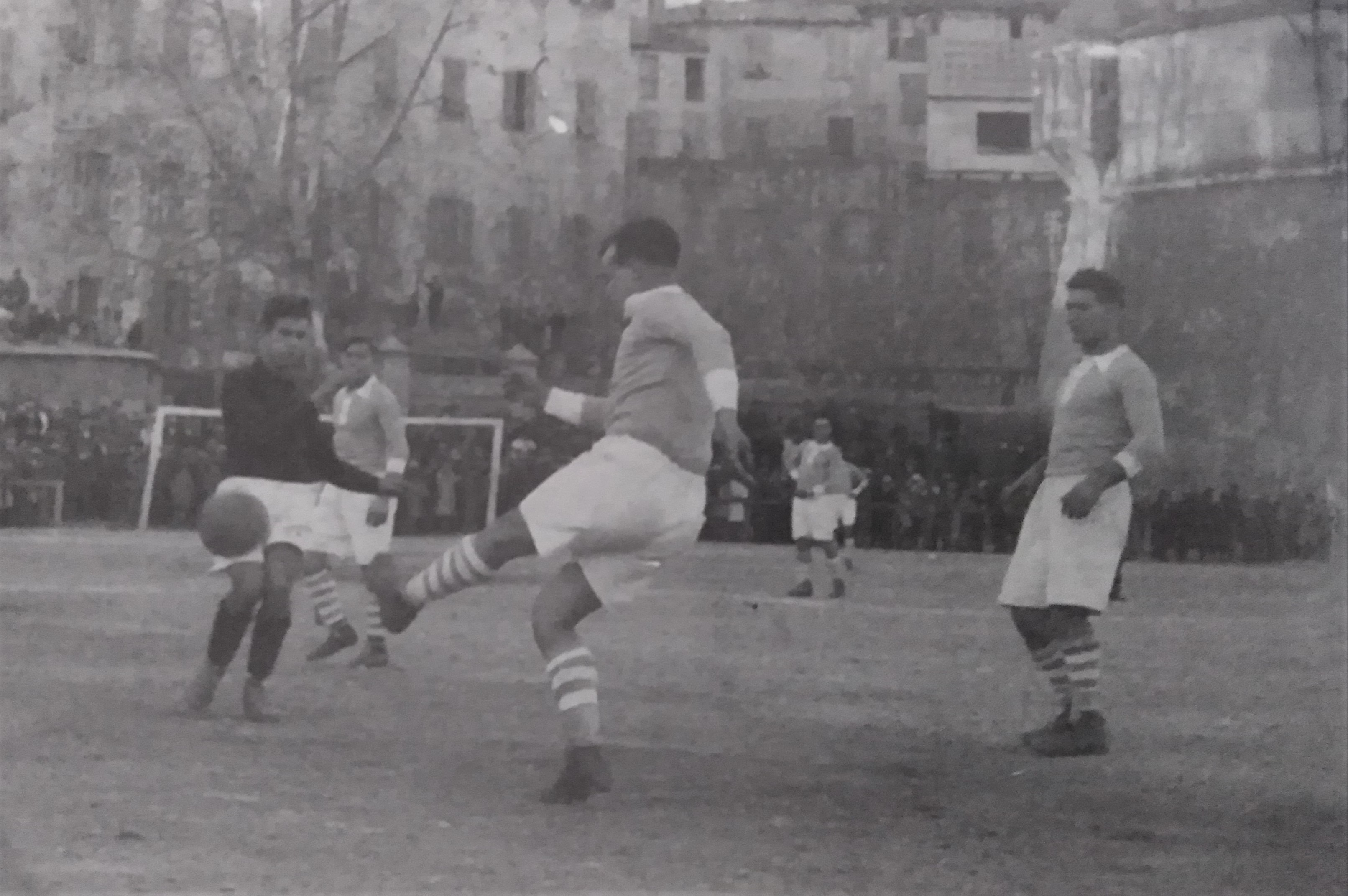
Match sur la place d'armes en 1929
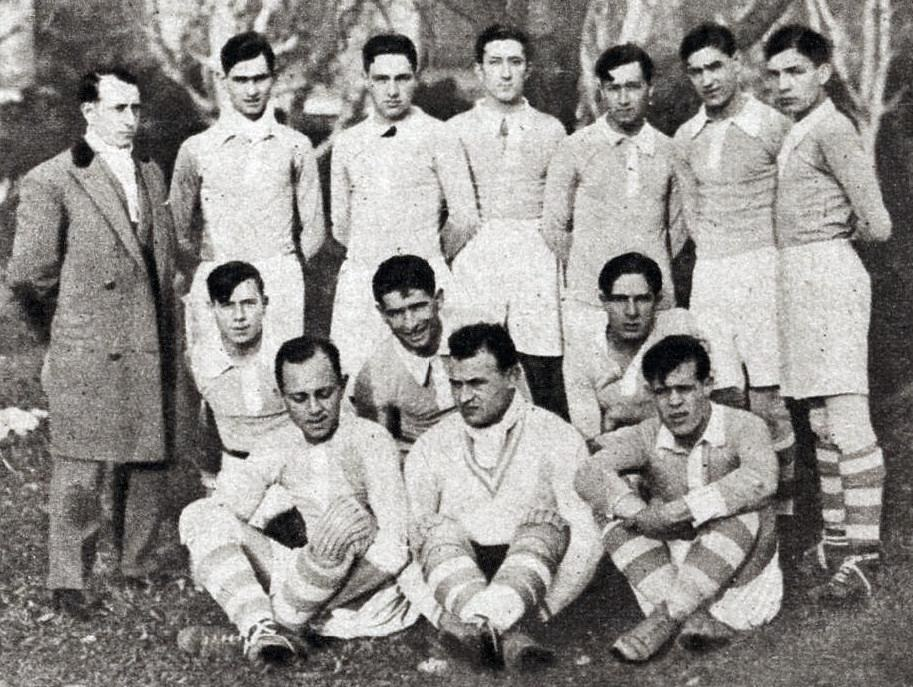
Le S.C.B. en 1930.
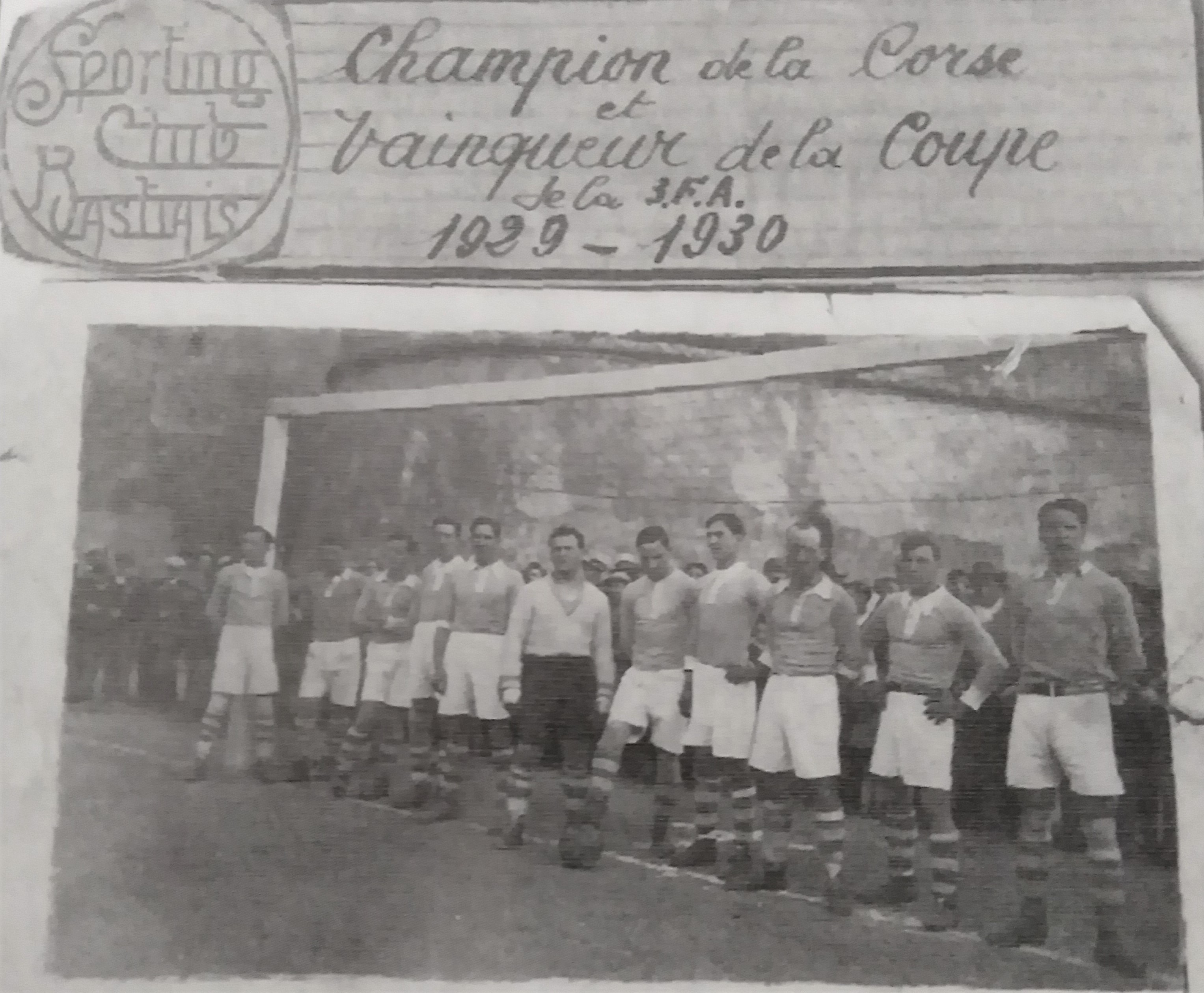
L'équipe championne de Corse de 1930.
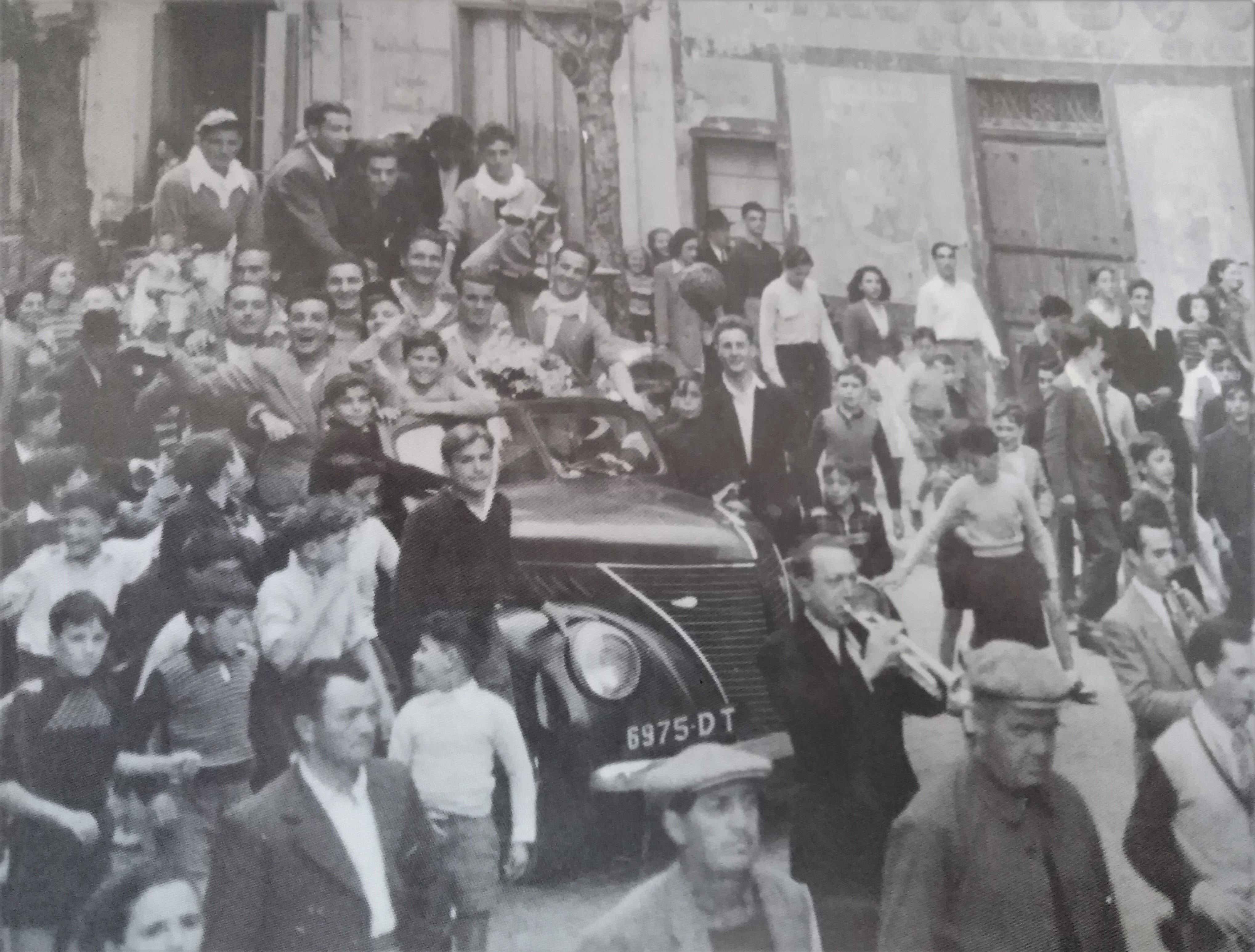
L'équipe victorieuse de la Coupe de Corse 1946.
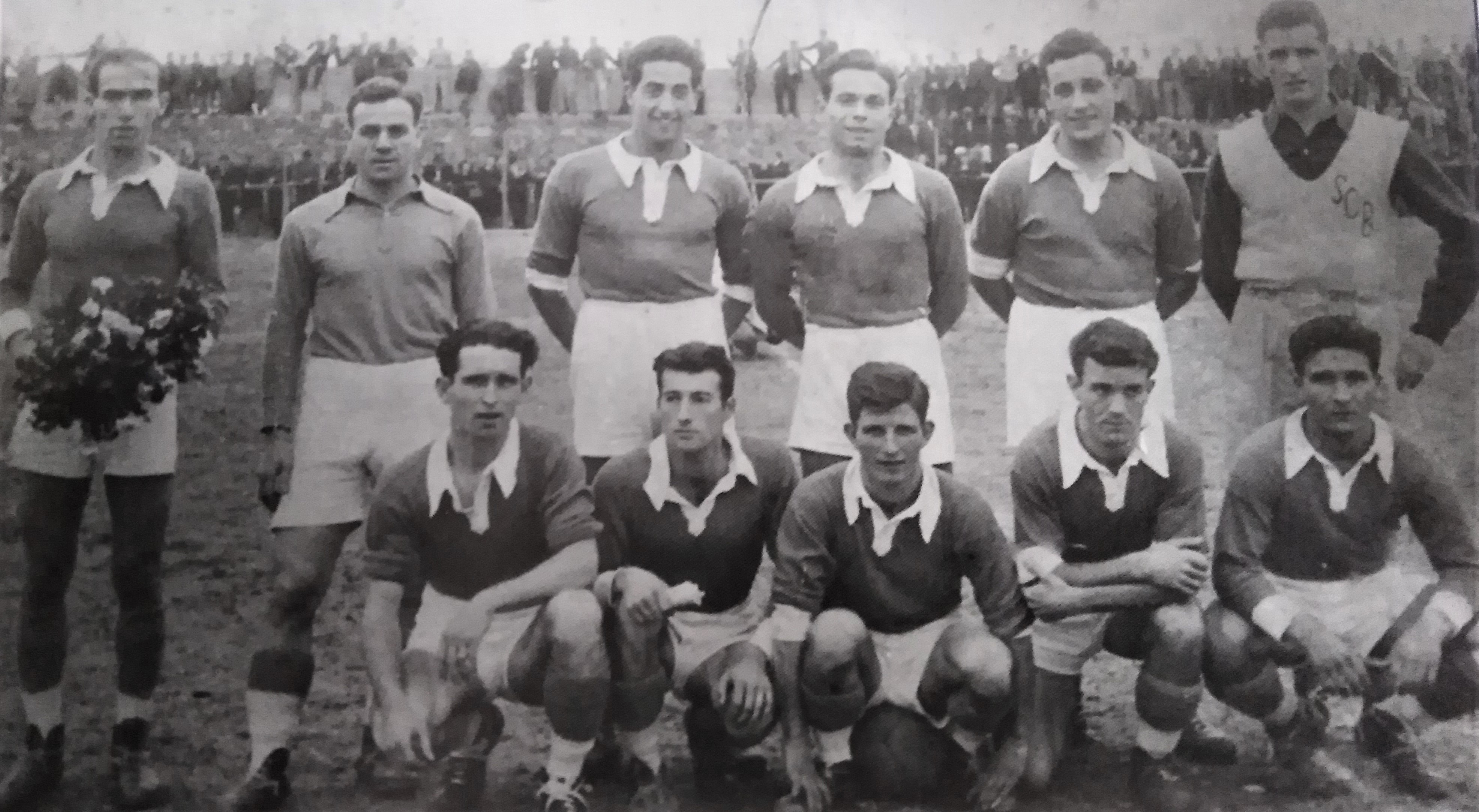
Le Sporting en 1951.

En décembre 1962, le SC Bastia fusionne avec l'Étoile filante bastiaise donnant naissance au Sporting Étoile Club Bastia. L'union durera jusqu'en 1971, mais l'Étoile restera dans le nom du club jusqu'en 1992,.

### Bastia dans l'élite française et européenne (1965-2005)

#### Entrée dans l'ère du professionnalisme
Après avoir joué en Division d'Honneur (DH) Corse de 1921 à 1959 et de 1961 à 1963 (les clubs Corses ayant longtemps été interdits de jouer en CFA) puis 4 saisons en championnat de France amateur en 1959-1960, 1960-1961, 1963-1964 et 1964-1965, le club commence son aventure professionnelle en 1965, en Division 2. Après trois bonnes saisons, il est sacré champion de France de Deuxième division en 1968, rejoignant ainsi l'élite. La première saison est difficile, mais le club parvient tout de même à se maintenir. Commence alors une décennie considérée par beaucoup, comme la plus belle de l'histoire du club. En 1972, le club accède ainsi, pour la première fois, à la finale de la Coupe de France face à l'Olympique de Marseille (OM), perdue 2-1, obtenant sa première qualification en Coupe d'Europe, qui se solde par une élimination rapide face à l'excellente équipe de l'Atletico Madrid.
Lors du début de la saison 1972-1973, le Sporting s'adjuge le Challenge Des Champions dans une finale "revanche" qu'il gagne 5-2, contre l'OM, au stade Bon-Rencontre de Toulon.

#### Finaliste de la coupe UEFA en 1978 et victoire en Coupe de France en 1981

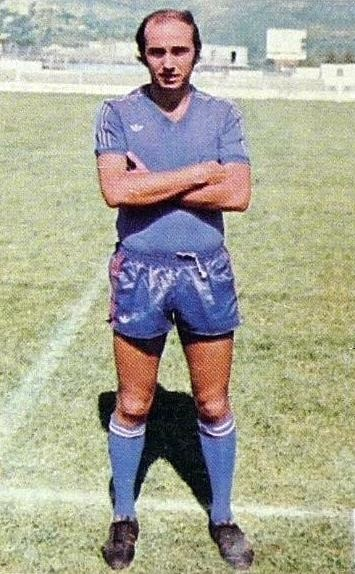
Claude Papi est le meilleur buteur de l'histoire du Sporting.

En 1977, le SCB termine troisième de D1 en étant invaincu à domicile et avec la meilleure attaque du championnat, et se qualifie pour la Coupe UEFA.
C'est le début de « l'épopée bastiaise », l'équipe construite autour du meneur de jeu Claude Papi est composée de nombreux joueurs talentueux tels que Johnny Rep, double finaliste de coupe du monde avec les Pays-Bas, Jean-François Larios, milieu de terrain international français ou encore Charles Orlanducci, solide libéro surnommé le Lion de Vescovato.
L'équipe élimine successivement le Sporting Portugal, Newcastle, le Torino FC, FC Carl Zeiss Iéna et les Grasshoppers de Zurich, avant une finale ratée face au PSV Eindhoven (0-0 ; 0-3).
De toutes les victoires, c'est celle à Turin, 3-2 qui a le plus marqué les esprits, ce club étant demeuré invaincu depuis deux saisons sur son terrain. C'est d'ailleurs au cours de ce match, que le SC Bastia, marque le plus beau but de son parcours, une reprise de volée de 22 mètres de Jean-François Larios.

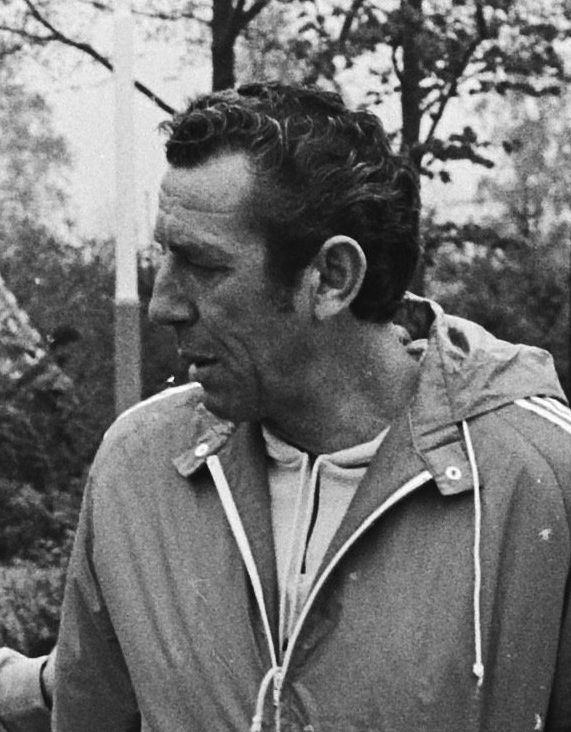
Pierre Cahuzac, finaliste de la Coupe de France de football 1972 et de la Ligue Europa 1978 avec le SCB.

Lors de cette épopée, le SCB a réalisé une performance rare dans l'histoire des coupes européennes : gagner 7 matches d'affilée. En effet, le SCB a gagné le match aller et le match retour lors des trois premiers tours contre le Sporting Portugal, Newcastle et le Torino FC, ainsi que le match aller contre FC Carl Zeiss Iéna (sur le score impressionnant de 7 à 2).
La finale face au PSV Eindhoven est, en revanche, celle de tous les regrets. D'abord avec un match aller joué à Furiani sur un terrain impraticable, des pluies diluviennes s'étant abattues sur la Corse en ce 26 avril 1978. L'arbitre yougoslave ne peut reporter la rencontre, à cause de la proximité de la Coupe du monde en Argentine, qui doit se dérouler quelques semaines plus tard. Malgré la domination bastiaise, la rencontre se termine sur un score nul et vierge, 0-0.
La finale retour, le 9 mai, ne dure que 24 minutes. C'est le temps qu'il faut aux Néerlandais d'Eindhoven pour marquer le premier but, suivi par deux autres en fin de match (3-0). Les Bastiais attribuent cette défaite d'un Sporting méconnaissable à la fatigue accumulée en championnat (3 matchs en 6 jours dans les jours qui précédèrent la finale retour) et aussi au terrain détrempé de Furiani au match aller.
Bastia réalise donc le plus grand moment du sport corse (voir le film Forza Bastia de Jacques Tati). Le SECB, club d'une ville de seulement 40 000 âmes, avait fait plus que défier les grandes capitales du football européen : il avait permis à la Corse tout entière de se réunir, à une époque où le mouvement nationaliste naissait, trois ans après l'épisode d'Aléria, en 1975.
Trois ans après cette finale, le SC Bastia remporte son premier trophée national avec la Coupe de France de football 1980-1981. C'est une victoire de prestige pour le club corse face à l'AS Saint-Étienne de Michel Platini. La finale se joue au Parc des Princes devant plus de 46 000 spectateurs, dont le Président de la République fraîchement élu, François Mitterrand.

#### Descente en Division 2 et catastrophe de Furiani
Après 18 ans dans l'élite, le club descend en deuxième division à l'issue de la saison 1985/1986, il y restera 8 ans. Cette époque reste marquée par la catastrophe de Furiani : Lors de la saison 1991/1992, le club atteint la demi-finale de la Coupe de France. Le match doit se jouer au Stade Armand-Cesari, dit Stade de Furiani, face à l'Olympique de Marseille qui domine alors le Championnat de France. L'engouement est tel qu'il est décidé de construire à la hâte une tribune provisoire de 10 000 places. La partie haute de la tribune s'effondre une vingtaine de minutes avant le coup d'envoi faisant 18 morts et 2 357 blessés.[réf. nécessaire]

#### Retour en Ligue 1 et en Coupe d'Europe
Le club fait son retour parmi l'élite pour la saison 1994-1995 et atteint cette même année la finale de la Coupe de la Ligue. Cette époque est marquée par le travail de Frédéric Antonetti, c'est lui qui s'occupe du centre de formation de 1990 à 1994 permettant ainsi au club de voir éclore de nouveaux talents (Morlaye Soumah, Laurent Casanova, Cyril Rool).

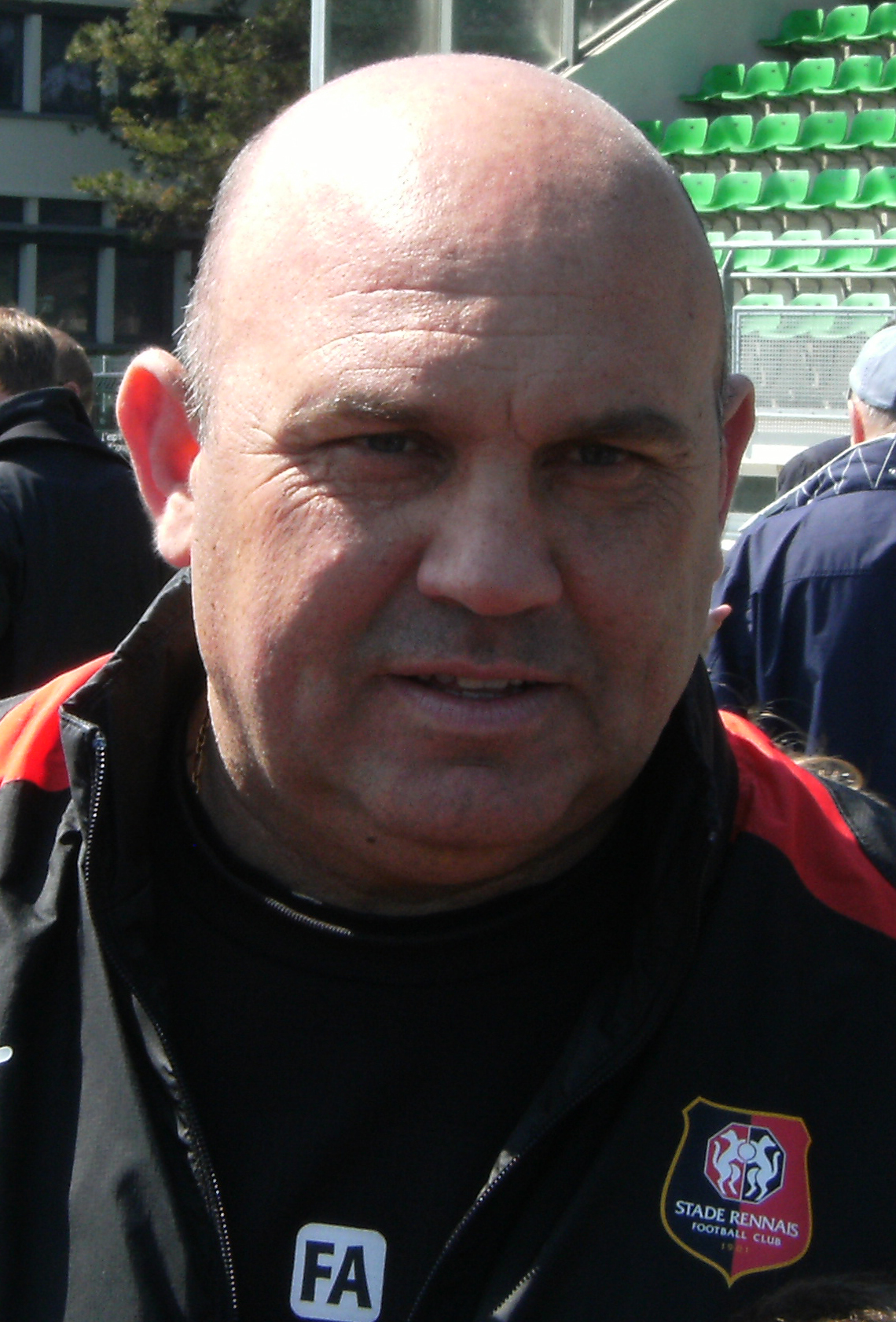
Frédéric Antonetti, vainqueur de la Coupe Intertoto en 1997 et finaliste de la Coupe de la Ligue 1995 avec le SCB.

Il prend ensuite en charge l'équipe première de 1994 à 2001 (avec un intermède d'un an en 1998/1999) participant ainsi au recrutement de joueurs tels que Ľubomír Moravčík, Pierre-Yves André, Frédéric Née, Franck Jurietti ou Anto Drobnjak. Ce dernier terminera trois années de suite meilleur buteur du club. À la fin de la saison 1995-1996, il est d'ailleurs deuxième au classement des buteurs du Championnat de France avec 20 réalisations, à une unité seulement du meilleur buteur Sonny Anderson.
Lors de la saison 1996-1997, le club termine à la 7e place du Championnat de France à seulement 3 points du podium, se qualifiant ainsi pour la Coupe Intertoto. Le club remporte cette coupe en 1997, et fait donc son retour dans la Coupe de l'UEFA pour la saison 1997-1998. Le SC Bastia élimine d'abord le Benfica Lisbonne en 32e de finale avant de tomber face au Steaua Bucarest au tour suivant. Cette élimination laissera un goût amer compte tenu de la domination bastiaise observée sur les deux matches.
Les performances du SC Bastia en championnat dans les années suivantes lui permettront de se qualifier deux nouvelles fois pour la coupe Intertoto, en 1998 et 2001, sans toutefois parvenir à se qualifier de nouveau pour la Coupe UEFA.
Après le départ de Frédéric Antonetti en 2001, le club n'arrivera plus à terminer dans les 10 premiers du Championnat de France. Il atteindra malgré tout la finale de la Coupe de France de football 2001-2002 mais la perd face au FC Lorient, avec un certain Michael Essien au milieu de terrain, futur joueur de l'OL puis de Chelsea.
De 2002 à 2005, les entraineurs se succèdent. Robert Nouzaret, Gérard Gili ou le duo François Ciccolini / Michel Padovani ne parviennent pas à maintenir l'équipe à son niveau, le classement s'en ressent année après année (voir la section historique championnat). Le recrutement est axé sur des habitués de la Ligue 1 comme Tony Vairelles, Florian Maurice, Franck Silvestre, Lilian Laslandes (tous internationaux) ou encore Cyril Jeunechamp.
À la trêve hivernale de la saison 2004-2005, le club est en position de relégable. Le staff du SC Bastia tente son va-tout en recrutant Christian Karembeu, Champion du monde 1998 à la recherche d'un dernier challenge. Le SC Bastia sera malgré tout relégué en Ligue 2 à l'issue de cette saison après 11 années consécutives en Ligue 1.

### La descente aux enfers (2005-2012)

#### Relégation en Ligue 2 puis National
En 2005, le club est relégué en Ligue 2 à la suite d'une défaite contre le RC Strasbourg. Cinq années plus tard, Bastia est sérieusement menacé de descente en National. Le SCB est officiellement relégué en National le 7 mai 2010, à la suite du match nul (0-0) face au Tours FC lors de la 37e journée de Ligue 2.
Le 6 juillet 2010, le club se voit administrativement relégué en Championnat de France amateur par la Direction nationale du contrôle de gestion (DNCG). Le club possédait en effet un déficit de 1,2 million d'euros, qui a été comblé par des aides financières des collectivités locales (Collectivité territoriale de Corse, Conseil général de la Haute-Corse). Le 23 juillet 2010, le Conseil fédéral de la Fédération française de football a autorisé le SCB à évoluer en National pour la saison 2010-2011, comme l'avait demandé le Comité national olympique et sportif français (CNOSF) après que la DNCG eut refusé, lors du passage en appel du club, de le réintégrer en National.
Malgré cet épisode extra-sportif ayant perturbé la préparation d'avant-saison, le SC Bastia effectue un mercato intéressant, avec pas moins de six recrues. Du côté des départs, on note principalement les transferts de Florent Ghisolfi (Stade de Reims) et Christophe Gaffory (Vannes OC) ainsi que de Pierre-Yves André ayant décidé de mettre un terme à sa carrière.

#### La remontée en Ligue 2

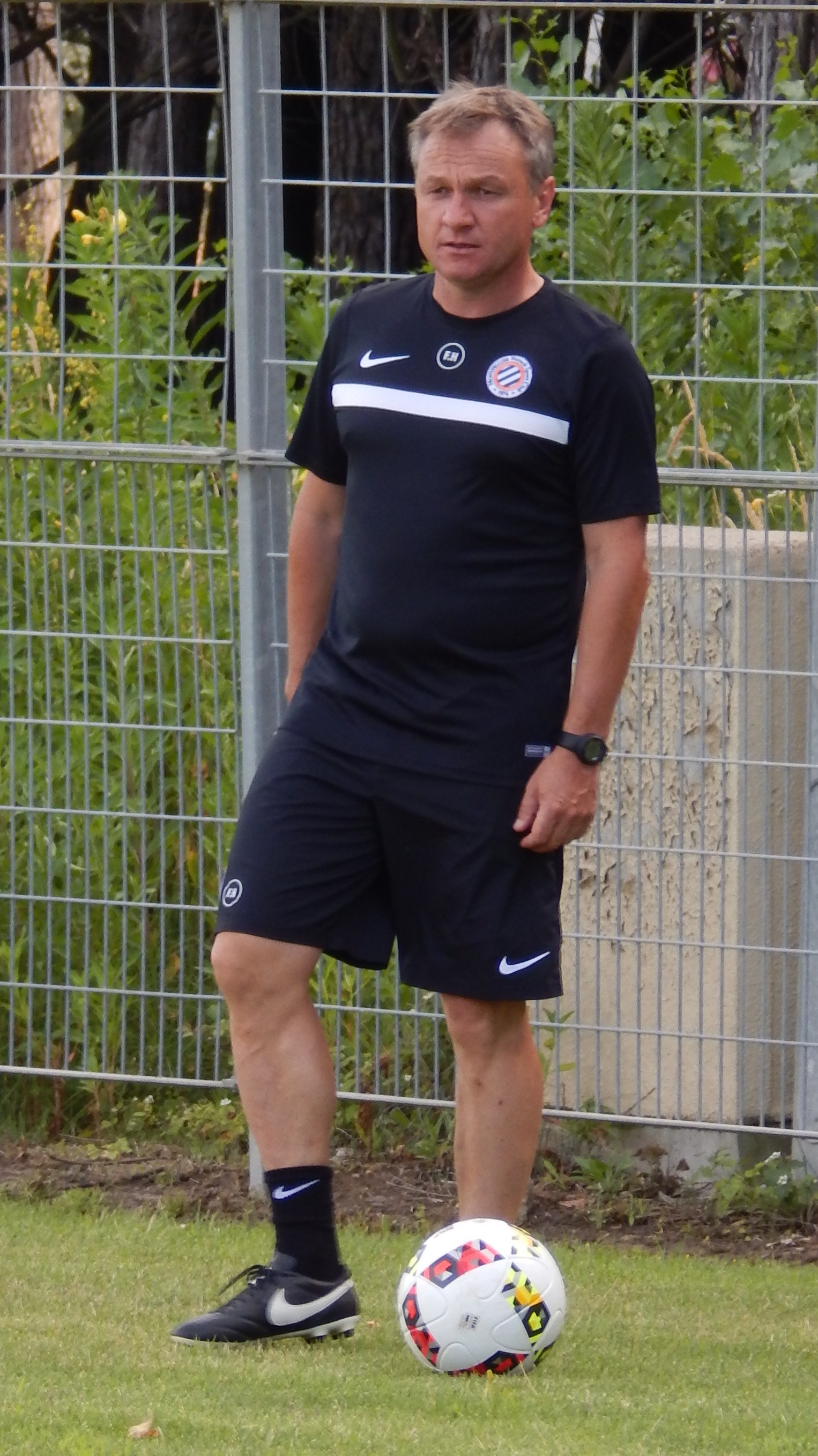
Le technicien français Frédéric Hantz permet au Sporting de passer du National à la Ligue 1 en 2 ans.

Le 22 avril 2011, le Sporting Club de Bastia gagne officiellement sa place en Ligue 2 à l'issue d'un match contre Fréjus-Saint-Raphaël. Pas moins de 500 Bastiais avaient fait le déplacement.
Le 7 mai 2011, le SC Bastia est sacré champion de National, à la suite d'une victoire face à Créteil 2 buts à 1 qui concrétise sa domination, le SC Bastia finissant avec un score record de 91 points et invaincu à domicile sur l'ensemble du championnat. Le Sporting était mené à la mi-temps, mais David Suarez égalise et Idrissa Sylla permet aux lions de Furiani de prendre l'avantage à la 92e minute dans une ambiance de folie. À la fin du match, le stade Armand Cesari est envahi par les supporters bastiais, heureux de fêter avec leurs joueurs et leur entraineur, Fredéric Hantz, ce nouveau titre.

### Retour en première division (2012-2017)

#### 2012-2013: Le SCB remonte en Ligue 1
Le 1er mai 2012, le SCB remonte officiellement en Ligue 1. Et à quelques jours des commémorations du 5 mai, le SCB remonte parmi l’élite du football français et devient officiellement champion de Ligue 2 2011-2012 avec 71 points, 44 ans après son premier et seul titre de Ligue 2 depuis, avec sa victoire face à Metz au stade Armand-Cesari (à noter que le SC Bastia a battu son record d'affluence avec plus de 15 900 spectateurs).
Le SC Bastia remporte son dernier match de la saison à domicile 2-1 face à Nantes grâce à des buts de Rothen et Suarez. Le club est toujours invaincu depuis 2 ans à Furiani.
Le SC Bastia fait partie du club très restreint des équipes invaincues à domicile en Europe.
À noter que plusieurs joueurs disputaient leur dernier match contre Châteauroux sous les couleurs du Sporting, dont David Suarez et Jacques-Désiré Périatambée.
Le SC Bastia se retrouve 13e après la première partie du championnat de Ligue 1 2012-2013. Cette première partie de championnat est mouvementée pour le club corse après un match à huis clos contre l'OM et un match à « domicile » face à l'AS Nancy Lorraine mais à Gueugnon, avec 22 points et la plus mauvaise défense du championnat de Ligue 1. Le 23 décembre 2012, le SCB recrute le 3e gardien de l’équipe de France Mickaël Landreau, libre de tout contrat, qui sera le cadeau de Noël des supporters bastiais. Le Sporting a réussi à marquer 12 buts en trois matchs (contre l'Olympique lyonnais, Valenciennes Football Club et le Stade brestois) exploit qu'il n'avait plus réalisé depuis 35 ans (championnat de France de football 1977-1978) et même 4 buts trois matchs consécutifs (exploit réalisé pour la première fois par le SC Bastia en Ligue 1).

#### 2013-2015: L'après-Hantz, une transition délicate
La saison 2013-2014 sera la dernière pour Frédéric Hantz, qui n'est pas prolongé par la direction du club et quittera le SCB pour prendre une année sabbatique loin des terrains. Le premier match, perdu à la Beaujoire face au FC Nantes 2-0, fera l'objet d'une autosaisine par la LFP : un joueur nantais (Abdoulaye Touré) est entré en jeu, alors qu'il a été suspendu à la suite de trois cartons jaunes reçus en fin de saison précédente en championnats U19 et CFA. À la suite de ce constat, le SCB s'est positionné pour récupérer le bénéfice du match et a récupéré les 3 points de la victoire. Au 9 février 2015, après épuisement des différents recours sportifs (LFP, FFF, CNOSF) et judiciaires (tribunaux administratifs) par le FC Nantes qui a vu tous ses recours rejetés, la LFP se trouve dans l'obligation d'entériner définitivement le classement de Ligue 1 pour la saison 2013-2014, le jugement du Tribunal Administratif de Nantes étant exécutoire. Le SC Bastia termine donc officiellement 10e et le FC Nantes à la 13e place. Néanmoins le FC Nantes a déposé un ultime recours devant le Conseil d'État afin de juger cette affaire sur la forme et non sur le fond, ce qui pourrait avoir comme conséquence à l'avenir, si toutefois le Conseil d'État venait à donner raison au FC Nantes, de créer une jurisprudence sportive obligeant la FFF à modifier ses règlements afin de les rendre compatibles avec le droit, notamment dans le fait d'avoir un droit à défense avant toute sanction automatique (règle des trois cartons jaunes par exemple). Cependant, si l'on se réfère aux précédents avis du Conseil d'État, il apparaît peu probable à ce jour que la jurisprudence qui en découlerait soit rétroactive dans la mesure où tous les championnats ont été désormais homologués. De plus, en France, les lois n'étant pas rétroactives, le FC Nantes ne pourrait dès lors bénéficier d'une annulation pure et simple d'une faute prévue à l'époque par le code de la FFF et transposée dans les règlements de la LFP.
Néanmoins, c'est sportivement qu'il y a du mouvement : l'ossature de l'équipe championne de National et de Ligue 2 quitte le club (Jérôme Rothen, Jérémy Choplin, Mathieu Sans, Gaël Angoula, Novaes) alors qu'Anthony Modeste rejoint Hoffenheim. Florian Thauvin est vendu à Lille alors que Vincent et Agostini sont prêtés au CAB. Niveau arrivées, le club se renforce avec les arrivées des internationaux corses Sébastien Squillaci et François Modesto en charnière centrale. Valeurs sûres de L1, Drissa Diakité, Claudiu Keserü, Koffi n'Dri Romaric et Ryad Boudebouz (à la dernière minute) rejoignent les rangs du SCB, Landreau prolonge pour un an alors que Miloš Krasić, international ancien joueur de la Juventus, est prêté par Fenerbahçe pour la saison (800 000 euros, salaire compris). Jean-Louis Leca revient au SCB après 5 années passées à Valenciennes.
Au mercato d'hiver, au-delà du retour de Sambou Yatabaré pour 6 mois, prêté par l'Olympiakos auquel il a été vendu 6 mois plus tôt, c'est l'arrivée de Djibril Cissé pour 18 mois qui fait l'actualité des transferts auprès des supporters.
La saison s'achève sur une 13e place sportive, qui deviendra une 10e place à la suite des différents recours déposés à la suite de l'affaire Touré (Nantes). L'événement principal sera notamment le record du nombre de matches de L1 joués de Jean-Luc Ettori, battu par Mickaël Landreau (613 matches).
L'arrivée de Claude Makelele est actée dès le mois de juin 2014. L'ancien adjoint de Laurent Blanc au PSG obtient un poste d'entraîneur principal pour la première fois de sa carrière, à une période charnière de l'histoire du club. Il fait venir les ex-parisiens Alphonse Areola et Hervin Ongenda et le jeune espoir colombien Joao Rodriguez (Chelsea), prêtés pour une année. Le latéral droit brésilien Apodi arrive et repart 3 semaines plus tard, en faisant annuler son contrat faute d'avoir pu s'adapter au football européen. Juan Pablo Pino, ancien monégasque, signe pour un an alors que l'attaquant Brandao signe 2 ans. Guillaume Gillet est prêté par Anderlecht pour la saison, tout comme l'ancien acéiste Gadji Tallo, l'espoir sénégalais de Sunderland El Hadji Ba et l'attaquant belge Benjamin Mokulu qui arrive de Malines en fin de mercato.
Cette cascade de prêts répond à un besoin immédiat de renouvellement de l'effectif, compte tenu des nombreux départs : Adama Ba et Joseph Barbato sont respectivement prêtés à Niort (L2) et Colomiers (National) alors que Florian Raspentino, Sambou Yatabaré, Miloš Krasić et Gianni Bruno rentrent de prêt.
La suspension de Brandao pour six mois, à la suite de son coup de tête sur Thiago Motta après le match face au PSG au Parc des Princes le 16 août 2014, et les blessures récurrentes de Cissé inquiètent concernant le potentiel offensif malgré un début de saison tonitruant face à l'OM (3-3 et doublé du nouvel arrivant Christopher Maboulou, ex-Chateauroux). Après 6 défaites en 12 matches et seulement 10 points, Makelele est remercié par la direction pour insuffisance de résultats.
Seul point positif : la première victoire sur le terrain du rival historique, l'OGC Nice (0-1) depuis 20 ans. Ce match a été marqué par des incidents graves, à la suite d'un déploiement du drapeau corse par le gardien Jean-Louis Leca, perçu comme une provocation par le capitaine niçois Didier Digard. S'est ensuivie une échauffourée importante, où des joueurs bastiais sont pris à partie par des membres de la sécurité niçoise, avant que des supporters n'envahissent le terrain. Les sanctions prises à ce jour concernant ces faits se réduisent à un simple huis-clos partiel de l'Allianz Riviera.
Ghislain Printant, directeur du centre de formation et ancien entraîneur adjoint à Montpellier, accepte l'intérim à la tête de l'équipe première, assurant qu'il s'agira ici d'une mission provisoire. Elie Baup écarté, Frédéric Hantz consulté sans succès, Frédéric Antonetti refuse après quelques jours de réflexion, préférant s'inscrire dans la durée avec le club et refusant de jouer les pompiers de service. Dès lors, Printant garde les rênes de l'équipe. Mokulu (Avellino), Pino (résiliation), Rodriguez (rp Chelsea) et Barbato (résiliation) quittent le club, qui recrute Gaël Danic pour 18 mois et Lyes Houri, espoir valenciennois, pour 3 ans. Giovanni Sio, attaquant ivoirien du FC Bâle, est quant à lui prêté pour 6 mois.
Les semaines qui suivent la nomination de Printant sont difficiles sportivement (une victoire contre Montpellier et 3 défaites consécutives à Reims et Saint-Étienne et contre Évian) mais le contenu des matches redevient positif. La victoire contre le Stade rennais inaugure une série d'invincibilité en championnat mais également dans les coupes nationales : le SCB envoie à Quevilly (CFA) une équipe comprenant seulement trois titulaires professionnels, le reste du groupe étant composé de jeunes du centre de formation parmi lesquels Julien Benhaim ou Sacha Valéry, fils de l'ancien défenseur bastiais Patrick Valéry, qui évolue habituellement en CFA2 ou en Championnat National U19. Avec Thomas Vincensini dans les buts, le Sporting s'incline aux tirs au but.

#### 2015-2017: Problèmes financiers et polémiques
Début janvier 2015, Bastia crée la sensation en battant à domicile avec brio le PSG (4-2) alors que le club corse était pourtant rapidement mené au score en début de partie. Cependant, en marge de cette victoire, une polémique éclate. Sur une banderole l'on pouvait lire « Le Qatar finance le PSG… et le terrorisme. »,.
La Coupe de la Ligue fait vibrer les supporters : après avoir successivement reçu et éliminé Auxerre (3-1), Caen (3-2 ap) et Rennes (3-1), à Monaco, Ghislain Printant et ses hommes, remportent les demi-finales après une séance interminable de tirs au but (6 à 7, 9 tirs chacun) et gagnent le droit d'affronter le Paris Saint Germain en finale, 20 ans après la première édition, qui opposait déjà les deux clubs (PSG 2-0). Mais le club corse s'incline lourdement (4-0). Match marqué notamment par une polémique liée à l'arbitrage. Car, dès la 20e minute, Sébastien Squillaci est expulsé pour une faute sur Lavezzi dans la surface bastiaise, expulsion accompagnée d'un penalty transformé par Ibrahimovic, annihilant les chances déjà faibles du club corse de venir à bout de l'ogre parisien.
À l'été 2015, la DNCG rétrograde le SC Bastia en Ligue 2, les garanties financières nécessaires à un maintien n'ayant pas été apportées : il manquerait pour cela 1,3 million d'euros. L'argent du transfert de Ryad Boudebouz
au MHSC (1,7 million d'euros), peu de temps auparavant, n'a alors pas encore été transféré. Le SCB fait immédiatement appel. La DNCG valide ensuite le maintien des Corses en Ligue 1 le 17 juillet 2015.
Lors de la 1re journée de championnat de la saison 2016-17, face au Paris SG, un supporter frappe Lucas avec une hampe de drapeau. Bastia sera condamné à un match à huis-clos et 20 000 euros d'amendes. Au mois de janvier, Mario Balotelli dénonce des insultes racistes à son encontre de la part de certains fans corses. La LFP inflige un huis-clos partiel de trois matchs ainsi qu'un retrait d'un point avec sursis. Des problèmes ont également lieu en coulisses avec un face-à-face entre les actionnaires et une trentaine de supporters.
Le 16 avril 2017, lors du match opposant Bastia et Lyon, des incidents ont lieu lors de la rencontre. Lors de l'échauffement, des supporters et même les stadiers corses débordent le service d'ordre et s'en prennent à des joueurs lyonnais. Le match a lieu avec une heure de retard. À la mi-temps, de nouveaux débordements ont lieu. La LFP décide d'arrêter définitivement le match. Le conseil de discipline de la LFP décide d'attribuer la victoire sur tapis vert à Lyon. Et trois matchs devront avoir lieu à huis-clos ou sur terrain neutre.

### Nouvelle reconstruction (2017-)

#### 2017-2021: Remontée jusqu'au monde professionnel
Au terme d'une saison calamiteuse tant sur le plan sportif que sur le plan extra-sportif à cause des nombreuses polémiques, Bastia termine dernier de la saison 2016-2017. Le 22 juin 2017, la DNCG rétrograde les Corses en National incapables de présenter des garanties pour jouer en Ligue 2. Décision officialisée le 25 juillet 2017. Le club perd son statut professionnel le 1er août 2017, une première depuis 1965. Le 4 août 2017, les dirigeants bastiais annoncent aux socios qu'ils pourraient déposer le bilan et repartir en National 3.
Le 10 août 2017, dix repreneurs potentiels décident de renoncer à leur projet de reprise, ils affirment que la section amateur est dans une situation catastrophique. Après le dépôt de bilan de la structure professionnelle, l'association se retrouve en danger : Bastia pourrait repartir en Régionale 2. C'est, alors, la première fois qu'une équipe française passe du plus haut au plus bas échelon du championnat national en l'espace d'une année.
Le 17 août 2017, le club repartira finalement en National 3 avec deux nouveaux actionnaires (Groupe Ferrandi et la famille Luiggi à travers le Groupe Oscaro) et Stéphane Rossi comme nouvel entraîneur.
Placé dans le groupe D (Corse/Méditerranée), le club connaît un début de championnat poussif marqué par trois matchs nuls consécutifs. Il faut attendre le 28 octobre 2017 pour voir Bastia l'emporter en disposant du Gallia-Lucciana (0-1). Dès lors, le club retrouve des couleurs et enchaîne les résultats positifs. Le 16 décembre 2017, le Sporting compte 6 victoires en 11 matchs disputés et se positionne à la troisième place de son groupe à 3 points du leader l'Union Sportive Marseille Endoume Catalans. Finalement deuxième du championnat au terme de la saison, le club échoue de quelque peu à une accession en National 2.

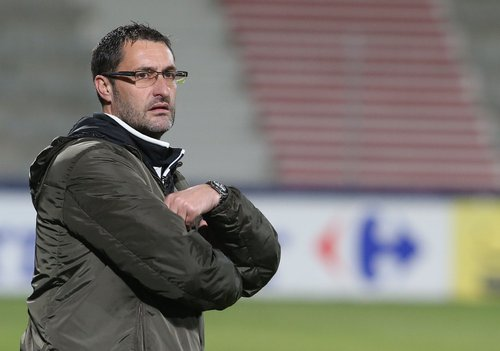
Stéphane Rossi fait monter le club en National 2 à l'issue de la saison 2018-2019.

La saison 2018-2019 débute de la meilleure des manières avec 3 victoires sur les trois premiers matchs (tous à domicile): 4-1 face au Pontet, 6-0 face à la réserve de l'AC Ajaccio, et 2-1 face à l'Association sportive de Cannes football. À la mi-saison, Bastia est en tête du championnat avec une seule défaite et 8 points d'avance sur ses poursuivants. Après 23 journées, le SC Bastia est premier avec 16 victoires, 3 nuls et 1 défaite soit 51 points, 10 points devant le deuxième. Le club est assuré de monter en National 2 sur un match nul face au Gallia Lucciana (0-0) au terme de la 23e journée et valide également définitivement sa victoire dans ce championnat.
Le SC Bastia se hissa aussi jusqu’en 8e de finale de la coupe de France, mais s’inclina contre Caen (Ligue 1) aux tirs au but.
Désormais tourné vers sa nouvelle saison en National 2, le club dispute le 3 août 2019 la finale de la Coupe de Corse entamée l'année précédente et dont la finale a été repoussée. Le Sporting l'emporte 1-0 grâce à un but de Yohan Bocognano en fin de match et entame de la meilleure des manières sa saison en soulevant un premier trophée, trophée qui échappait au club depuis 2007 (la finale avait été remportée par l'équipe réserve du club. Pour trouver trace d'une Coupe de Corse remportée par l'équipe première, il faut remonter à 1962).
La saison 2019-2020 de National 2 commence très bien pour le SC Bastia avec 3 victoires sur les 3 premiers matchs. À la suite d'un mano à mano incroyable avec le CS Sedan Ardennes, qui fera déplacer environ 1 200 supporters pour le match retour entre les deux formations (0-0), le SC Bastia terminera premier du championnat à la suite de l’arrêt de la saison pour cause de coronavirus.
Promu en National et privé très rapidement de son public pour cause de coronavirus, le club réalise une saison parfaite, survolant avec Quevilly Rouen la totalité du championnat. Le 28 avril, à la suite d'une défaite de l'US Orléans, le Sporting valide son accession en Ligue 2 et son retour dans le monde professionnel. Quelques jours plus tard, le 10 mai, le Sporting est sacré champion de National pour la deuxième fois de son histoire (10 ans après son premier titre) en remportant la "finale" du championnat sur le terrain Quevilly, son dauphin, grâce à un but de Julien Le Cardinal.

#### 2021: Retour dans le monde professionnel

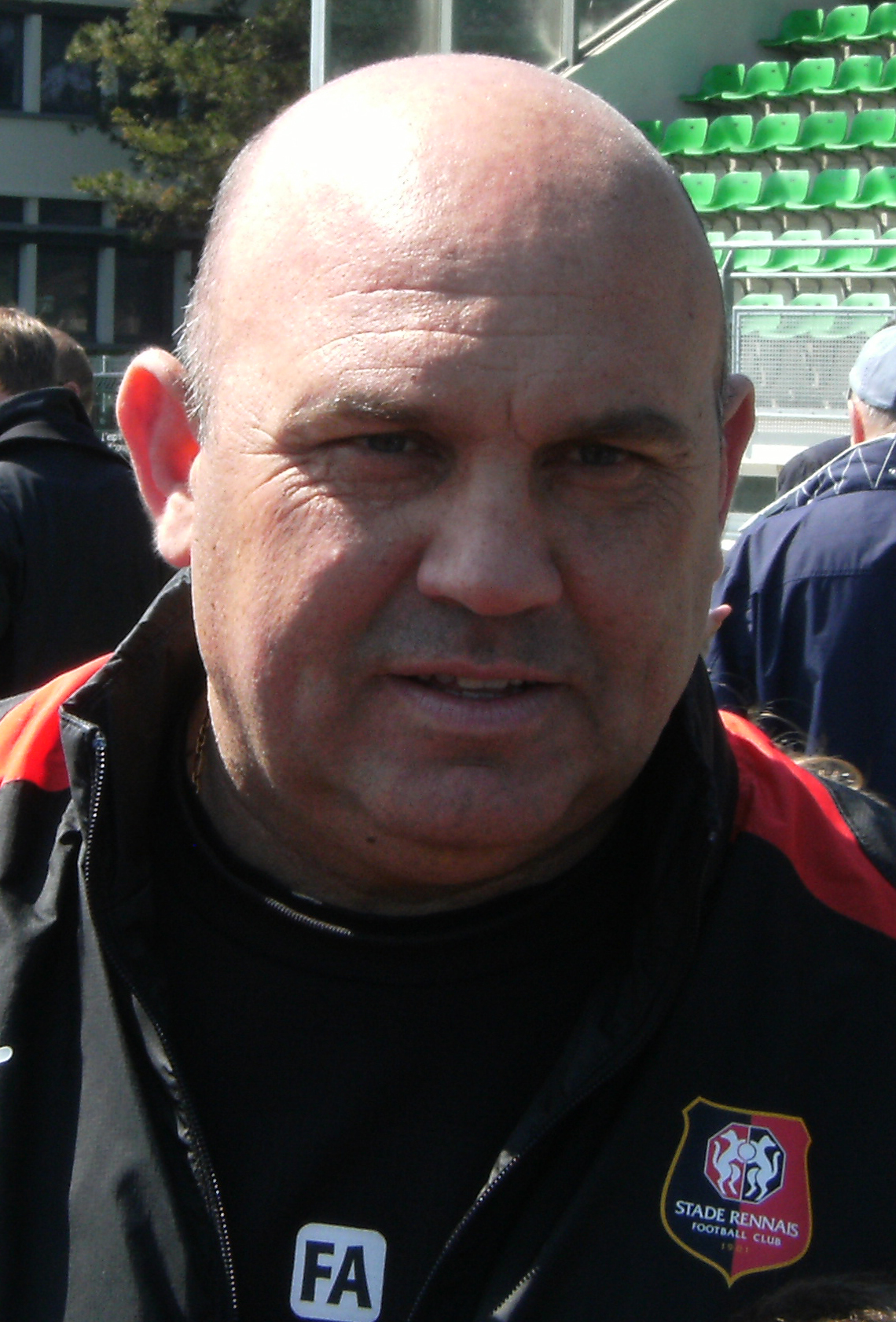
Durant l'été 2024, Frédéric Antonetti revient au club en qualité de coordinateur sportif.

Lors de la saison 2021-2022, le Sporting Club de Bastia évolue en Ligue 2.
Le 2 octobre 2021 l'ancien milieu offensif Régis Brouard est nommé comme nouvel entraîneur.
Le 22 avril 2022, le Sporting officialise son maintien en Ligue 2 en battant 2-1 le Paris FC.
Lors du championnat de France de Ligue 2 2022-2023, le club termine à une très belle quatrième place, à 12 points de la montée en Ligue 1

## Palmarès et records

### Palmarès
Le tableau suivant récapitule les performances du Sporting Club de Bastia dans les diverses compétitions françaises et européennes.
Palmarès du Sporting Club de Bastia (compétitions officielles) :
| Compétitions Nationales | Compétitions Internationales | Compétitions Jeunes & Équipe B |
| --- | --- | --- |
| Championnats Nationaux - Ligue 1 - Meilleure performance : 3e en 1977 - Ligue 2 (2) - Champion en 1968 et 2012 - National (2) - Champion en 2011 et 2021 - National 2 (1) - Champion du groupe A en 2020 - National 3 (1) - Champion du groupe D en 2019 Coupes Nationales - Trophée des Champions (1) - Vainqueur en 1972 - Coupe de France (1) - Vainqueur en 1981 - Finaliste en 1972 et 2002 - Coupe de la Ligue - Finaliste en 1995 et 2015 | Coupes d'Europe UEFA - Coupe des coupes (2 participations) - Meilleure performance : 1/8e de finaliste en 1982 - Coupe UEFA (2 participations) - Finaliste en 1978 - Coupe Intertoto (1) (3 participations) - Vainqueur en 1997 Autres Compétitions - Coupe des Alpes (5 participations) - Finaliste en 1977 - Tournoi Black Stars (2) (2 participations) - Vainqueur en 1988 et 1989 | Jeunes (National) - Coupe Gambardella - Meilleure performance : 1/4 de finaliste en 2014 et 2025 - Championnats nationaux U17 et U19 (1) - Champion en 2002 (catégorie U15) Équipe B - Championnat de France de Division 3 (1) - Champion en 1975 - Championnat de France de Division 4 (1) - Champion en 1989 - Championnat de France Amateur 2 (1) - Co-champion (1er du groupe D) en 2001 |
| Championnats Nationaux - Ligue 1 - Meilleure performance : 3e en 1977 - Ligue 2 (2) - Champion en 1968 et 2012 - National (2) - Champion en 2011 et 2021 - National 2 (1) - Champion du groupe A en 2020 - National 3 (1) - Champion du groupe D en 2019 Coupes Nationales - Trophée des Champions (1) - Vainqueur en 1972 - Coupe de France (1) - Vainqueur en 1981 - Finaliste en 1972 et 2002 - Coupe de la Ligue - Finaliste en 1995 et 2015 | Compétitions Régionales | Jeunes (National) - Coupe Gambardella - Meilleure performance : 1/4 de finaliste en 2014 et 2025 - Championnats nationaux U17 et U19 (1) - Champion en 2002 (catégorie U15) Équipe B - Championnat de France de Division 3 (1) - Champion en 1975 - Championnat de France de Division 4 (1) - Champion en 1989 - Championnat de France Amateur 2 (1) - Co-champion (1er du groupe D) en 2001 |
| Championnats Nationaux - Ligue 1 - Meilleure performance : 3e en 1977 - Ligue 2 (2) - Champion en 1968 et 2012 - National (2) - Champion en 2011 et 2021 - National 2 (1) - Champion du groupe A en 2020 - National 3 (1) - Champion du groupe D en 2019 Coupes Nationales - Trophée des Champions (1) - Vainqueur en 1972 - Coupe de France (1) - Vainqueur en 1981 - Finaliste en 1972 et 2002 - Coupe de la Ligue - Finaliste en 1995 et 2015 | - Championnat DH Corse (22) - Champion en 1922, 1927, 1928, 1929, 1930, 1931, 1932, 1935, 1936, 1942, 1943, 1946, 1947, 1949, 1959, 1962 et 1963 (Équipe première) - Champion en 1967, 1968, 1970, 1971 et 2023 (Équipe réserve) - Coupe de Corse (22) - Vainqueur en 1928, 1929, 1930, 1931, 1932, 1936, 1943, 1946, 1951, 1954, 1958, 1959, 1960, 1962 et 2019 (Équipe première) - Vainqueur : 1964, 1965, 1966, 1968, 1970, 1988 et 2007 (Équipe réserve) - Championnat Féminin DH Corse (1) - Champion en 2005 | Jeunes (National) - Coupe Gambardella - Meilleure performance : 1/4 de finaliste en 2014 et 2025 - Championnats nationaux U17 et U19 (1) - Champion en 2002 (catégorie U15) Équipe B - Championnat de France de Division 3 (1) - Champion en 1975 - Championnat de France de Division 4 (1) - Champion en 1989 - Championnat de France Amateur 2 (1) - Co-champion (1er du groupe D) en 2001 |

### Bilan sportif
Depuis son entrée en 1965 dans le monde du football professionnel et à l'issue de la saison 2024-2025, l'équipe première du SC Bastia totalise 55 participations en championnats professionnels : 34 participations au championnat de France de première division, connu depuis 2002 sous le nom de Ligue 1 et 21 participations au championnat de France de deuxième division, connu depuis 2002 sous le nom de Ligue 2. En outre, il compte également 2 participations au championnat de France de troisième division, connu depuis 1993 sous le nom de National 1, 1 participation au championnat de France de quatrième division connu sous le nom de National 2 et 2 participations au championnat de France de cinquième division connu sous le nom de National 3. Le club bastiais se place en début de la saison 2016-2017 au 15e rang au classement général de première division (18e en 2012), établi par la Ligue de football professionnel.
| Championnat                               | Saisons | Titres | J    | G   | N   | P   | Bp   | Bc   | Diff |
| ----------------------------------------- | ------- | ------ | ---- | --- | --- | --- | ---- | ---- | ---- |
| Division 1 / Ligue 1                      | 34      | 0      | 1264 | 434 | 299 | 531 | 1542 | 1813 | -271 |
| Division 2 / Ligue 2                      | 21      | 2      | 760  | 318 | 202 | 240 | 1014 | 866  | +148 |
| Division 3 / National                     | 2*      | 2*     | 74   | 46  | 19  | 9   | 138  | 52   | +86  |
| Division 4 / National 2                   | 1*      | 1*     | 21   | 17  | 2   | 2   | 37   | 15   | +22  |
| Division 5 / National 3                   | 2*      | 1*     | 50   | 34  | 12  | 4   | 108  | 27   | +81  |
| Championnat de France amateur (1935-1971) | 4       | 0      | 96   | 33  | 30  | 33  | 123  | 147  | -24  |

Nota * : Palmarès équipe première uniquement, ce classement ne prend pas en compte les titres de Champion de France de D3 (1975), Champion de France de D4 (1989) et Champion de France de CFA 2/D5 (2001) obtenus par l'équipe réserve (équipe B) du SC Bastia.
Le coefficient UEFA est utilisé lors des tirages au sort dans les compétitions continentales organisées par l'Union des associations européennes de football. En fonction des performances des clubs sur le plan européen pendant cinq saisons, ce coefficient est calculé grâce à un système de points et un classement est établi. Lors de la dernière apparition du club dans ce classement en 1998, le Sporting Club de Bastia était à la 43e place, alors sixième club français du classement derrière l'Olympique lyonnais. L'International Federation of Football History & Statistics établit par ailleurs un classement des meilleurs clubs mondiaux basé sur une étude statistique des résultats enregistrés. Le SC Bastia apparaît à la 754e position, et vingtième club français, pour la décennie 2001-2010.
| Compétition                   | Part. | Joués | Victoires | Nuls | Défaites | Buts pour | Buts contre | Meilleure performance        |
| ----------------------------- | ----- | ----- | --------- | ---- | -------- | --------- | ----------- | ---------------------------- |
| Coupe de l'UEFA/Ligue Europa  | 2     | 16    | 10        | 2    | 4        | 31        | 23          | Finaliste (1978)             |
| Coupe des vainqueurs de coupe | 2     | 6     | 1         | 3    | 2        | 8         | 6           | Huitième de finaliste (1982) |
| Coupe Intertoto               | 3     | 16    | 8         | 2    | 6        | 22        | 15          | Vainqueur (1997)             |
| Total compétitions UEFA       | 7     | 38    | 19        | 7    | 12       | 61        | 44          | 1 trophée UEFA               |

## Image et identité

### Logos

Logo dans les années 1970.
Logo dans les années 1980.
Logo de la fin des années 80 au début des années 1990.
Logo au milieu années 1990.
Logo de 1998 à 2011.
Logo de 2011 à 2024.
Logo actuel.

Lors de la saison 2011-2012 la direction adopte un nouveau logo afin de symboliser la nouvelle dynamique du club. Cette décision a pour volonté première de marquer un retour aux vraies valeurs du Sporting et d'être un clin d'œil au passé et au palmarès du porte-drapeau du football corse. Dans un communiqué la direction précise ce choix: Le S.C.Bastia remplace la dénomination « SCB ». Entonné dans les travées d’Armand Cesari depuis sa création « BASTIA » est le club de la ville. Le blason à tête de maure figure au centre de l'écusson afin de rappeler le maillot historique de 1978. La tour stylisée fait également son retour en référence au logo des années 1970. Le bleu et le blanc couleurs historiques du club sont omniprésentes avec une dominance du bleu roi. Toujours accompagné du blanc et d'un liseret noir, couleurs officielles du club depuis 1992. Enfin la date de fondation (1905) figure pour la première fois sur l'écusson.".
Durant la saison 2017-2018 les nouveaux repreneurs Pierre-Noël Luiggi et Claude Ferrandi organisent un concours pour donner une nouvelle identité au club et lui insuffler un nouvel élan. Un appel de candidature est lancé afin de créer le nouvel écusson. Face au nombre important de projets proposés, les dirigeants sélectionnent deux logos finalistes. Pour mettre à contribution les supporters, les Socios sont conviés à voter soit pour l'un des deux nouveaux logos soit pour conserver l'ancien ". Ces derniers peuvent voter du 19 au 25 mars 2018. Finalement le 26 mars les résultats tombent. L'ancien blason est maintenu puisque récoltant 53,70 % des votes ".

### Mascotte
La mascotte du club se nomme Pistellu et son temple demeure Furiani. Ce lion à la crinière ensoleillée et à l'air fier symbolise la mentalité du club à travers ses valeurs: générosité, combat et envie.
Le site de supporters Minenfootu organise d'ailleurs depuis la saison 2017-2018 le concours du Pistellu d'or afin d'élire le joueur du mois puis celui de l'année.

## Personnalités du club

### Présidents
Les différents tableaux ci-dessous établissent la liste des différents présidents du Sporting club de Bastia depuis la création du club.
| Rang | Nom                  | Période   |
| ---- | -------------------- | --------- |
| 1    | Emile Brandizi       | 1905-1908 |
| 2    | Joachim Vincensini   | 1908-1914 |
| 3    | Toussaint Maestracci | 1919-1920 |
| 4    | Charles Guitton      | 1920-1922 |
| 5    | Joseph Cesari        | 1922-1925 |
| 6    | Louis Ortenga        | 1925-1930 |
| 7    | Pierre Luciani       | 1930-1933 |
| 8    | Victor Lorenzi       | 1933-1973 |
| 9    | Joseph Frombolacci   | 1973      |
| 10   | Paul Natali          | 1973-1979 |
| 11   | Michel Sorbara       | 1979-1982 |
| 12   | François Vendasi     | 1982-1985 |
| 13   | Joseph Gentile       | 1985-1986 |
| 14   | Pierre Fantoni       | 1986-1989 |

| Rang | Nom                   | Période   |
| ---- | --------------------- | --------- |
| 15   | Jean-François Filippi | 1989-1992 |
| 16   | Yves Canarella        | 1992-1993 |
| 17   | Louis Santoni         | 1993      |
| 18   | François Nicolaï      | 1993-2004 |
| 19   | Louis Multari         | 2004-2006 |
| 20   | Charles Orlanducci    | 2006-2009 |
| 21   | Julien Lolli          | 2009-2011 |
| 22   | Pierre-Marie Geronimi | 2011-2017 |
| 23   | Claude Ferrandi       | 2017-     |

### Entraîneurs
Les différents tableaux ci-dessous établissent la liste des différents entraineurs passés sous les couleurs du SC Bastia depuis 1957.
| Rang | Nom                     | Période                        |
| ---- | ----------------------- | ------------------------------ |
| 1    | Boumedienne Abderhamane | 1957 – 1961                    |
| 2    | François Fassone        | 1961 – 1963                    |
| 3    | Jules Nagy              | 1963 – 1964                    |
| 4    | André Strappe           | 1964 –1965                     |
| 5    | Jules Nagy              | 1965 – 1966                    |
| 6    | Lucien Jasseron         | 1966 – 1970                    |
| 7    | Edmond Delfour          | septembre 1970 – novembre 1970 |
| 8    | Jules Nagy              | novembre 1970 – mars 1971      |
| 9    | Jean Vincent            | mars 1971 – novembre 1971      |
| 10   | Pierre Cahuzac          | novembre 1971 – décembre 1979  |
| 11   | Jean-Pierre Destrumelle | décembre 1979 – 1980           |
| 12   | Antoine Redin           | 1980 – 1985                    |
| 13   | Alain Moizan            | 1985 – 1986                    |
| 14   | Antoine Redin           | 1986                           |
| 15   | Roland Gransart         | 1986 – 1991                    |
| 16   | René Exbrayat           | 1991 – 1992                    |
| 17   | Léonce Lavagne          | 1992 – 1994                    |
| 18   | Frédéric Antonetti      | 1994 – 1998                    |
| 19   | Henryk Kasperczak       | septembre 1998 – novembre 1998 |
| 20   | Laurent Fournier        | novembre 1998 – avril 1999     |
| 21   | José Pasqualetti        | avril 1999 – juin 1999         |
| 22   | Frédéric Antonetti      | 1999 – 2001                    |

| Rang | Nom                             | Période                        |
| ---- | ------------------------------- | ------------------------------ |
| 23   | Robert Nouzaret                 | 2001 – 2002                    |
| 24   | Gérard Gili                     | 2002 – 2004                    |
| 25   | François Ciccolini              | 2004 – avril 2005              |
| 26   | Éric Durand                     | avril 2005 – juin 2005         |
| 27   | Bernard Casoni                  | 2005 – 2009                    |
| 28   | Philippe Anziani                | septembre 2009 – novembre 2009 |
| 29   | Michel Padovani                 | novembre 2009 – décembre 2009  |
| 30   | Faruk Hadžibegić                | décembre 2009 – mai 2010       |
| 31   | Frédéric Hantz                  | 2010 – 2014                    |
| 32   | Claude Makélélé                 | juin 2014 – novembre 2014.     |
| 33   | Ghislain Printant               | novembre 2014 – janvier 2016   |
| 34   | François Ciccolini              | janvier 2016 – février 2017    |
| 35   | Rui Almeida                     | février 2017 – juin 2017       |
| 36   | Réginald Ray                    | juin 2017 – août 2017          |
| 37   | Stéphane Rossi                  | août 2017 – octobre 2019       |
| 38   | Mathieu Chabert                 | octobre 2019 – septembre 2021  |
| 39   | Régis Brouard                   | octobre 2021 – janvier 2024    |
| 40   | Michel Moretti Lilian Laslandes | janvier 2024 – juin 2024       |
| 41   | Benoît Tavenot                  | Depuis juin 2024               |

### Joueurs emblématiques
| Rang | Nom                   | Années                 | Matchs | Buts |
| ---- | --------------------- | ---------------------- | ------ | ---- |
| 1    | Charles Orlanducci    | 1969–1987              | 507    | 16   |
| 2    | Claude Papi           | 1969–1982              | 478    | 133  |
| 3    | Paul Marchioni        | 1974–1989              | 332    | 5    |
| 4    | Pierre-Yves André     | 1997–2001 et 2004-2010 | 330    | 102  |
| 5    | Yannick Cahuzac       | 2005-2017              | 330    | 7    |
| 6    | Jean-Louis Cazes      | 1975–1984              | 327    | 10   |
| 7    | Morlaye Soumah        | 1991–2004              | 327    | 2    |
| 8    | Georges Franceschetti | 1968-1978              | 266    | 30   |
| 9    | Simei Ihily           | 1978–1985              | 255    | 33   |
| 10   | André Burkhard        | 1973–1980              | 250    | 2    |

| Rang | Nom               | Années                  | Buts | Matchs |
| ---- | ----------------- | ----------------------- | ---- | ------ |
| 1    | Claude Papi       | 1969-1982               | 134  | 478    |
| 2    | Pierre-Yves André | 1997-2001 et 2004-2010  | 102  | 330    |
| 3    | François Félix    | 1971-1978               | 78   | 192    |
| 4    | Marc Kanyan Case  | 1969-1973               | 58   | 182    |
| 5    | Jacques Zimako    | 1972-1985               | 57   | 227    |
| 5    | Anto Drobnjak     | 1994-1997               | 55   | 111    |
| 7    | Frédéric Née      | 1998-2001 et 2003- 2006 | 54   | 205    |
| 8    | Benjamin Santelli | 2018-2019 et 2020-      | 51   | 140    |
| 9    | Roger Milla       | 1980-1984               | 50   | 137    |
| 10   | Louis Marcialis   | 1978-1985               | 48   | 183    |

## Effectif professionnel actuel
Le premier tableau liste l'effectif professionnel du SC Bastia pour la saison 2025-2026. Le second recense les prêts effectués par le club lors de cette même saison.
En grisé, les sélections de joueurs internationaux chez les jeunes mais n'ayant jamais été appelés aux échelons supérieurs une fois l'âge-limite dépassé ou les joueurs ayant pris leur retraite internationale.

## Structures du club

### 1905-1932: De stade en stade.
Aux origines le Sporting joue sur la place Saint-Nicolas avec des buts amovibles, un lampadaire en son centre et des mains courantes autour du terrain faites de cordages empruntés aux services du port. En 1911, le maire prend un arrêté pour interdire le jeu de football dans les rues et sur les places publiques de la ville. La place est abandonnée et le Campo Louisina un terrain à côté de la gare de Furiani devient le nouveau terrain du club entre 1912 et 1919. Afin de payer la location du site le club fait payer les entrées aux spectateurs.
La municipalité accepte un retour sur la place Saint Nicolas de 1919 à 1921, avant qu’un autre stade ne soit construit par la mairie à proximité de la gare de Furiani jusqu’à 1922. Mais le terrain de l’ancien manège est rapidement remplacé par des immeubles d’habitation.
Souvent ballotté d’un stade à un autre, le club s’installe en 1922 sur le Stade Olympique, construit par le XIIe corps d’armée. Appelé par les Bastiais "Piazza d'À", il est localisé au pied de la citadelle Bastiaise, mais son état est catastrophique, avec un marronnier en plein centre du terrain, pas de vestiaires et un accès difficile pour les spectateurs. La Ligue de football corse refuse de l’homologuer et le SCB doit trouver refuge au stade de Corte.
Projet de longue date des dirigeants du club, l'achat d'un terrain en 1925 à proximité de la gare de Furiani et d'un autre au lieu-dit Casaccialeone l'année suivante sont à l'origine d'une enceinte dédiée au club. Le dossier de construction d'un stade, au lieu-dit Campoleone est constitué en 1930 et la première pierre posée le 4 février 1932.

### Depuis 1932: Stade Armand Cesari
Le stade du Sporting est le stade Armand-Cesari localisé à Furiani. Cette enceinte fut inaugurée le 16 octobre 1932. Il fut baptisé le 25 juillet 1933 stade du Docteur Luciani en référence au président de l’époque, Pierre Luciani, qui était à l’initiative du projet. Depuis la saison 1937-1938, le stade porte le nom d’Armand Cesari, en hommage au capitaine bastiais disparu en 1936, vainqueur de six titres de champion de Corse et de cinq coupes de Corse. Le stade Armand-Cesari (16 480 places) reste dans les mémoires pour la catastrophe qui marqua la demi-finale de la Coupe de France 1992 face à l'Olympique de Marseille. Le bilan de l'effondrement d'une tribune provisoire est lourd : 18 morts et plus de 2 300 blessés.
Depuis, divers projets sont nés afin de construire un nouveau stade. Les travaux devaient enfin débuter courant 2006, mais des affaires internes signalées récemment par le Conseil de la concurrence ont retardé la construction de celui-ci.
À l'occasion du centenaire du club, le 18 décembre 2005, les 4 tribunes du stade actuel Armand Cesari ont été baptisées :
- Tribune Claude Papi (Nord). Avec deux étages, elle compte 5 800 places toutes assises. Elle a été rénovée avec la pose d'une toiture, qui s'est achevée à la fin de l'année 2011. La tribune est nommée en l'honneur de Claude Papi meilleur buteur du club et élu footballeur corse du XXe siècle.
- Tribune Pierre Cahuzac (Ouest). Tribune contenant 2 990 places toutes assises. Elle reçoit le nom du plus grand entraineur de l'histoire du Sporting.
- Tribune Victor Lorenzi (Sud). La plus grande tribune du stade, avec deux étages, qui contient 6 000 places. Sa construction s'est achevée en juin 2011. Elle a été nommée en l'honneur de Victor Lorenzi, principal acteur de la professionnalisation du club, président entre 1933 et 1973.
- Tribune Jojo Petrignani (Est). Tribune réputée la plus chaude grâce à son groupe de supporters Bastia 1905. Elle peut accueillir jusqu'à 2 490 places toutes assises, même si dans cette tribune les gens y sont plus souvent debout. Elle porte le nom de Joseph Petrignani porte-drapeau et fervent supporter du club décédé en 1993.

Le 4 juillet 2022, les élus de la Communauté d'agglomération de Bastia adoptent un rapport présentant l'ultime phase de travaux du stade Armand Cesari. Le coût est fixé à 12 millions d'euros TTC financé par l'État dans le cadre du PTIC, mais aussi la Collectivité de Corse et la CAB.
Les débuts des travaux sont prévus pour janvier 2024 et devraient s'achever en 2025. Ils prévoient la réalisation des couvertures des tribunes Est et Ouest, l'extension de la couverture à l’arrière de la tribune Nord en toile tendue microperforée, la restructuration des gradins de la tribune Est permettant de modifier l’inclinaison (de 19 à 25 %), l’accueil et la disposition de celle-ci, la création d’un musée de 300 m2 en tribune Nord, la création d’une brasserie en tribune Nord, la réalisation d’une cuisine centrale en tribune Nord et de nouveaux espaces en tribune Sud - salons VIP, salle de séminaire … Après le lancement du concours d’architectes, trois candidatures ont été retenues pour travailler sur le projet, toutes les trois avec des référents locaux:
- Michel Remon et Associés (référent local : SAS RGPM – Campà Archi – FrancescuPoli-Mordiconi).
- Le Groupement A+ Architecture SARL (référent local : l’architecte bastiais Georges Dion-Delobre).
- Origin Architecture (référent local : INI Studio Architecture Chloé Raimi et Costantini Architectes).

## Aspects juridiques et économiques

### Aspects juridiques

#### Statut juridique et légal
Le club est composé d'une association détentrice du numéro d'affiliation à la FFF et d'une société constituée sous forme de SCIC en société anonyme (SA) depuis la liquidation judiciaire de la SA Sporting Club de Bastia entérinée en septembre 2017. L'association gère la section amateur. La société Sporting Club bastiais, au capital social de 800 000 euros, possède le statut inédit dans le domaine du football de société coopérative d'intérêt collectif (SCIC) en SA depuis 2019 sous l'impulsion de Luc Dayan, qui reprend le projet initié par Thomas FRITZ pour le Racing Club de Strasbourg en 2011. Cette société est constituée de 5 composantes : les membres fondateurs (les familles Ferrandi et Luiggi), les acteurs économiques, les supporters, les salariés et anciens licenciés ainsi que les collectivités territoriales. La SCIC est gouvernée par l'intermédiaire d'un conseil d'administration assurant la gestion du club au quotidien et d'une assemblée générale qui se réunit annuellement pour voter sur certains sujets concernant le club.

### Aspects économiques

#### Éléments comptables
Chaque saison, le SC Bastia publie son budget prévisionnel de fonctionnement après validation auprès de la DNCG, l'instance qui assure le contrôle administratif, juridique et financier des associations et sociétés sportives de football afin d'en garantir la pérennité. Le budget prévisionnel d'un club s'établit en amont de l'exercice à venir et correspond à une estimation de l'ensemble des recettes et des dépenses prévues par l'entité. Le tableau ci-dessous résume les différents budgets prévisionnels du club bastiais saison après saison.
| Saison | 2008-2009 | 2009-2010 | 2010-2011 | 2011-2012 | 2012-2013 | 2013-2014 | 2014-2015 | 2015-2016 | 2016-2017 |
| Budget | 10 M€     | 8,5 M€    | 4 M€      | 9 M€      | 20 M€     | 22 M€     | 24 M€     | 26 M€     | 28 M€     |
| Saison | 2017-2018 | 2018-2019 | 2019-2020 | 2020-2021 | 2021-2022 | 2022-2023 | 2023-2024 | 2024-2025 |           |
| Budget | N.C       | 1,7 M€    | 2,6 M€    | 3 M€      | 7 M€      | 9 M€      | 11 M€     | 10 M€     |           |

#### Équipementiers et sponsors
| Période   | Equipementier  | Sponsor              | Division   |
| --------- | -------------- | -------------------- | ---------- |
| 1968-1969 | Le Coq Sportif | Aucun                | Division 1 |
| 1969-1970 | Le Coq Sportif | Aucun                | Division 1 |
| 1970-1971 | Le Coq Sportif | Aucun                | Division 1 |
| 1971-1972 | Le Coq Sportif | Perrier              | Division 1 |
| 1972-1973 | Le Coq Sportif | Perrier              | Division 1 |
| 1973-1974 | Adidas         | Monsieur Meuble      | Division 1 |
| 1974-1975 | Adidas         | Conforama            | Division 1 |
| 1975-1976 | Adidas         | Club Méditerranée    | Division 1 |
| 1976-1977 | Adidas         | Club Méditerranée    | Division 1 |
| 1977-1978 | Adidas         | Club Méditerranée    | Division 1 |
| 1978-1979 | Adidas         | Club Méditerranée    | Division 1 |
| 1979-1980 | Adidas         | Club Méditerranée    | Division 1 |
| 1980-1981 | Adidas         | Calberson            | Division 1 |
| 1981-1982 | Puma           | Hitachi              | Division 1 |
| 1982-1983 | Puma           | RMC                  | Division 1 |
| 1983-1984 | Puma           | Faure électroménager | Division 1 |
| 1984-1985 | Puma           | Béton Fabrications   | Division 1 |
| 1985-1986 | Puma           | Codec                | Division 1 |
| 1986-1987 | Gimer          | Onet                 | Division 2 |
| 1987-1988 | MT65           | Onet                 | Division 2 |
| 1988-1989 | MT65           | Onet                 | Division 2 |
| 1989-1990 | C'drik         | Onet                 | Division 2 |
| 1990-1991 | Kronos         | Onet                 | Division 2 |
| 1991-1992 | Corfatex       | Onet                 | Division 2 |
| 1992-1993 | Salf           | Onet                 | Division 2 |
| 1993-1994 | Ennerre        | Onet                 | Division 2 |
| 1994-1995 | Duarig         | Nouvelles Frontières | Division 1 |
| 1995-1996 | Reebok         | Nouvelles Frontières | Division 1 |
| 1996-1997 | Reebok         | Nouvelles Frontières | Division 1 |
| 1997-1998 | Reebok         | Nouvelles Frontières | Division 1 |
| 1998-1999 | Reebok         | Nouvelles Frontières | Division 1 |
| 1999-2000 | Reebok         | Nouvelles Frontières | Division 1 |
| 2000-2001 | Reebok         | Nouvelles Frontières | Division 1 |
| 2001-2002 | Uhlsport       | Nouvelles Frontières | Division 1 |
| 2002-2003 | Uhlsport       | Nouvelles Frontières | Ligue 1    |
| 2003-2004 | Uhlsport       | Nouvelles Frontières | Ligue 1    |
| 2004-2005 | Uhlsport       | Nouvelles Frontières | Ligue 1    |
| 2005-2006 | Uhlsport       | S.N.C Vendasi        | Ligue 2    |
| 2006-2007 | Uhlsport       | S.N.C Vendasi        | Ligue 2    |
| 2007-2008 | Uhlsport       | S.N.C Vendasi        | Ligue 2    |
| 2008-2009 | Uhlsport       | IDEC Groupe          | Ligue 2    |
| 2009-2010 | Uhlsport       | IDEC Groupe          | Ligue 2    |
| 2010-2011 | Uhlsport       | Toyota Monti         | National   |
| 2011-2012 | Kappa          | Oscaro               | Ligue 2    |
| 2012-2013 | Kappa          | Oscaro               | Ligue 1    |
| 2013-2014 | Kappa          | Oscaro               | Ligue 1    |
| 2014-2015 | Kappa          | Oscaro               | Ligue 1    |
| 2015-2016 | Kappa          | Oscaro               | Ligue 1    |
| 2016-2017 | Kappa          | Oscaro               | Ligue 1    |
| 2017-2018 | Kappa          | Oscaro               | National 3 |
| 2018-2019 | Kappa          | Oscaro               | National 3 |
| 2019-2020 | Adidas         | Oscaro Power         | National 2 |
| 2020-2021 | Adidas         | Oscaro Power         | National   |
| 2021-2022 | Adidas         | Oscaro Power         | Ligue 2    |
| 2022-2023 | Adidas         | Oscaro Power         | Ligue 2    |

## Supporters
Au sein de la Corse, le SC Bastia est le club de football le plus largement soutenu, y compris en dehors de la région bastiaise, en raison de son statut de meilleur club de football corse. En cela, il jouit d'une plus grande popularité que l'AC Ajaccio. Le mouvement ultra s'est développé à partir de 1992 avec la création de Testa Mora 92 à la suite de la catastrophe de Furiani. Ce groupe s'est dissout en 2004.
Le 19 février 2005 : le Sporting reçoit l’OM et quelques supporters apposent une bâche, en plastique, fraîchement peinte, en tribune Est : Bastia 1905.
Depuis quelques semaines et la disparition de Testa Mora 92, l’idée avait germé parmi ces jeunes passionnés qui souhaitaient continuer à faire vivre les tribunes d’Armand Cesari.
Bastia, le nom de la ville. 1905, la date de naissance du club. Bastia 1905, des valeurs simples, un retour aux sources, une ouverture et un désir d’éternité. À ce stade, la structure n’est pas formalisée mais la bâche sera le point de ralliements des occupants de la tribune Est.
La fin de la saison 2004-2005 illustrera malheureusement parfaitement la devise du groupe : Nati Per Soffre. Une descente en L2, un stade pratiquement vide à chaque match, mais pour ces jeunes la volonté est la même : sauver le Sporting d'une mort annoncée.
Le 13 février 2016, Bastia 1905 et les groupes de supporters issus du continent se déplaçaient à Reims, pour soutenir le Sporting. Bastia s'est imposé 0-1, c'était leur première victoire de la saison à l'extérieur, lors des célébrations d'après matchs des violences entre les supporteurs corses et la Police nationale ont éclaté : Maxime Beux, jeune étudiant Corse a perdu l'usage définitif de son œil gauche après un tir de flashball par les forces de l'ordre. Une semaine plus tard une manifestation immense est organisée par le groupe de supporteurs Bastia 1905 à Bastia, les médias et la France s'attendaient à de nombreux débordements qui auraient fait suite à ceux de Corte et de Bastia, mais le cortège a décidé de ne pas jouer ce jeu : dix mille personnes marchèrent dans les rues de Bastia, réclamant la justice et la vérité pour ces jeunes, sans aucun incident. Les procès qui ont suivi cette affaire ont désigné les jeunes Corses en tant que responsables de la dégénération des événements, cependant le policier auteur du tir de flashball identifié doit être jugé aux assises prochainement bien que ses avocats se soient pourvus en cassation.
Il existe aussi la Diaspora Turchina (fondé en 2010) groupe de supporter présent sur le continent et qui soutient principalement le Sporting Club de Bastia quand celui-ci joue à l'extérieur, mais organise également des déplacements pour supporter le Sporting à domicile. Répartis sur l'ensemble de la Métropole, les membres sur de la,.
Les supporters du SC Bastia de Paris créent un groupe "Turchini 75". Ce Club de Supporters du SC Bastia à Paris a été créé en 1972. Sa principale action a toujours été d’apporter, sous les conditions strictes de la loi de 1901, un soutien inconditionnel au Sporting Club de Bastia. Durant toutes ces années, de très nombreux déplacements et autres manifestations d’appui au club bastiais ont été réalisés avec succès partout en France.
En 2012, alors que le Sporting Club de Bastia est en Ligue 2 après son titre en National 1, un groupe de supporters de la ville de Bonifacio crée l'association "Turchini Bonifazinchi" regroupant de nombreux supporters de l'extrême Sud et plus particulièrement des Bonifaciens. L'association existe toujours et une banderole est déployée chaque match à Furiani.
Ces dernières années, les supporters bastiais ont fait l'objet de plusieurs décisions d'interdiction de déplacement et le club lui-même a dû jouer à huis clos, en raison des débordements imputés à certains supporters. Ces décisions sont à l'origine de tensions récurrentes entre la Ligue de football professionnel et les dirigeants du club voire certaines autorités politiques d'orientation nationalistes. En effet, ces dernières estiment que ces sanctions sont l'émanation de préjugés à l'encontre de la population corse voire qu'elles laissent transparaître un racisme anti-corse,. Dans son ouvrage La Corse et son football, Didier Rey estime qu'il existe à la fois une tradition de débordements parfois violents de la part du public corse mais aussi une exagération des réactions des pouvoirs publics, ces deux phénomènes tendant à se nourrir l'un l'autre : « Le pouvoir et les médias ont une perception orientée du football corse, au point parfois d’être injustes, tandis que le public corse se sent victimisé, au point de faire usage de la violence parfois plus que de raison ».

## Amitiés et rivalités
Les supporters du SC Bastia ont noué de l'amitié et du respect avec les Sardes de Torres (club de football).
Le SC Bastia entretient une rivalité avec plusieurs clubs. Au niveau insulaire, il est principalement opposé à l'AC Ajaccio pour la domination sur le football corse. Plus généralement, cette opposition révèle la concurrence entre les deux principales villes de la Corse. Traditionnellement, le SC Bastia est considéré comme le principal club corse en raison de ses succès, notamment sa finale européenne en 1978 même si l'AC Ajaccio est le premier club corse à accéder à la première division. Cette rivalité reste sporadique car les deux clubs sont relativement rarement dans la même division mais, lors de la saison 2012-2013, les deux rencontres ont donné lieu à des débordements sur le terrain et dans les tribunes. Sur les 31 matchs ayant opposé les deux clubs, le SC Bastia mène avec seize victoires à dix. La rivalité avec Ajaccio se retrouve aussi dans les oppositions avec le Gazélec Ajaccio, l'autre club ajaccien. Forte dans les années 1980-1990, cette rivalité a disparu en raison de l'absence de rencontres entre les deux équipes jusqu'au bref retour du Gazélec en Ligue 1 pour la saison 2015-2016. Sur quatorze rencontres, le bilan est équilibré avec six victoires pour le SC Bastia et cinq pour le Gazélec.
Par rapport aux clubs continentaux, malgré le fait que le Club et les supporters ne s'entendent avec aucun club continentaux, la principale rivalité est avec le club de l'OGC Nice en raison de sa proximité géographique. Les origines de cette opposition sont relativement anciennes mais elles remontent surtout aux années 1970, à une époque où les étudiants Corses présents à Nice sont de plus en plus influencés par le nationalisme corse et font du terrain de football un lieu d'expression de leurs convictions. En 1972, des débordements éclatent à l'occasion d'un match de Coupe de France, de même qu'en 1992. Ces dernières années, les déplacements de supporters sont régulièrement interdits sans que cela n'empêche des troubles de se produire, comme en 2014, quand des supporters niçois envahissent le terrain de l'Allianz Riviera après que le gardien bastiais Jean-Louis Leca ait brandi le drapeau corse,.
Enfin, une rivalité récente avec le Club sportif Sedan Ardennes lors de la saison 2019-2020 en National 2. Alors que les 2 clubs visent la montée et le titre de champion (obtenue par Bastia), des milliers de supporters Corses font le déplacement s’installant dans le parcage visiteurs avec un tifo géant. Pour le match retour à Sedan, des échauffourées ont éclaté dans le centre-ville.